# Liste des matchs de l'équipe d'Angleterre de football par adversaire
LigCette liste présente les matchs de l'équipe d'Angleterre de football par adversaire rencontré. Lorsqu'une rivalité footballistique particulière existe entre l'Angleterre et un autre pays, une page spécifique est parfois proposée.
- Haut – A
- B
- C
- D
- E
- F
- G
- H
- I
- J
- K
- L
- M
- N
- O
- P
- Q
- R
- S
- T
- U
- V
- W
- X
- Y
- Z

## A

### Afrique du Sud
Confrontations entre l'équipe d'Angleterre de football et l'équipe d'Afrique du Sud de football.
| Date        | Lieu                  | Match                       | Score | Compétition  |
| 24 mai 1997 | Manchester Angleterre | Angleterre - Afrique du Sud | 2-1   | Match amical |
| 22 mai 2003 | Durban Afrique du Sud | Afrique du Sud - Angleterre | 1-2   | Match amical |

Bilan partiel
- Total de matchs disputés : 2
- Victoires de l'équipe d'Angleterre de football : 2
- Victoires de l'équipe d'Afrique du Sud de football : 0
- Match nul : 0

### Albanie
Confrontations entre l'équipe d'Angleterre de football et l'équipe d'Albanie de football.
| Date             | Lieu                 | Match                | Score | Compétition                                           |
| 8 mars 1989      | Tirana Albanie       | Albanie - Angleterre | 0-2   | Qualifications pour la Coupe du monde 1990            |
| 26 avril 1989    | Londres Angleterre   | Angleterre - Albanie | 5-0   | Qualifications pour la Coupe du monde 1990            |
| 28 mars 2001     | Tirana Albanie       | Albanie - Angleterre | 1-3   | Qualifications pour la Coupe du monde 2002            |
| 5 septembre 2001 | Newcastle Angleterre | Angleterre - Albanie | 2-0   | Qualifications pour la Coupe du monde 2002            |
| 28 mars 2021     | Tirana Albanie       | Albanie - Angleterre | 0-2   | Qualifications pour la Coupe du monde 2022 (Groupe I) |
| 12 novembre 2021 | Angleterre           | Angleterre - Albanie | -     | Qualifications pour la Coupe du monde 2022 (Groupe I) |

Bilan partiel
- Total de matchs disputés : 5
- Victoires de l'équipe d'Angleterre de football : 5
- Victoires de l'équipe d'Albanie de football : 0
- Match nul : 0

### Algérie
Confrontations entre l'équipe d'Angleterre de football et l'équipe d'Algérie de football.
Les deux équipes se sont opposées une seule fois dans un match officiel depuis 1963, lors de la Coupe du monde 2010 en Afrique du Sud.
| Date         | Lieu                  | Match                | Score | Compétition                    |
| 18 juin 2010 | Le Cap Afrique du Sud | Angleterre - Algérie | 0-0   | Coupe du monde 2010 (Groupe C) |

Bilan partiel
- Total de matchs disputés : 1
- Victoires de l'équipe d'Angleterre : 0
- Victoires de l'équipe d'Algérie : 0
- Match nul : 1

### Allemagne de l'Est
Confrontations entre l'équipe d'Allemagne de l'Est de football et l'équipe d'Angleterre de football.
| Date              | Lieu                       | Match            | Score | Compétition  |
| 2 mai 1963        | Leipzig Allemagne de l'Est | RDA - Angleterre | 1-2   | Match amical |
| 29 novembre 1970  | Londres Angleterre         | Angleterre - RDA | 3-1   | Match amical |
| 29 mai 1974       | Leipzig Allemagne de l'Est | RDA - Angleterre | 1-1   | Match amical |
| 12 septembre 1984 | Londres Angleterre         | Angleterre - RDA | 1-0   | Match amical |

Bilan
- Total de matchs disputés : 4
- Victoire de la RDA : 0
- Victoires de l'Angleterre : 3
- Match nul : 1

### Andorre
| Date             | Lieu                  | Match                | Score | Compétition                                           |
| 2 septembre 2006 | Manchester Angleterre | Angleterre - Andorre | 5-0   | Qualifications pour l'Euro 2008                       |
| 28 mars 2007     | Barcelone Espagne     | Andorre - Angleterre | 0-3   | Qualifications pour l'Euro 2008                       |
| 6 septembre 2008 | Barcelone Espagne     | Andorre - Angleterre | 0-2   | Qualifications pour la Coupe du monde 2010            |
| 10 juin 2009     | Londres Angleterre    | Angleterre - Andorre | 6-0   | Qualifications pour la Coupe du monde 2010            |
| 5 septembre 2021 | Angleterre            | Angleterre - Andorre | -     | Qualifications pour la Coupe du monde 2022 (Groupe I) |
| 9 octobre 2021   | Andorre               | Andorre - Angleterre | -     | Qualifications pour la Coupe du monde 2022 (Groupe I) |

Bilan partiel
- Total de matchs disputés : 4
- Victoires de l'équipe d'Andorre : 0
- Victoires de l'équipe d'Angleterre : 4
- Match nul : 0

### Arabie saoudite
Confrontations entre l'équipe d'Angleterre de football et l'équipe d'Arabie saoudite de football.
| Date             | Lieu                  | Match                        | Score | Compétition  |
| 16 novembre 1988 | Riyad Arabie saoudite | Arabie saoudite - Angleterre | 1-1   | Match amical |
| 23 mai 1998      | Londres Angleterre    | Angleterre - Arabie saoudite | 0-0   | Match amical |

Bilan partiel
- Total de matchs disputés : 2
- Victoires de l'équipe d'Angleterre de football : 0
- Victoires de l'équipe d'Arabie saoudite de football : 0
- Matchs nuls : 2

### Australie
Confrontations entre l'Australie et l'Angleterre :
| Date            | Lieu                  | Match                  | Score | Compétition  |
| 31 mai 1980     | Sydney Australie      | Australie - Angleterre | 1-2   | Match amical |
| 12 juin 1983    | Sydney Australie      | Australie - Angleterre | 0-0   | Match amical |
| 15 juin 1983    | Brisbane Australie    | Australie - Angleterre | 0-1   | Match amical |
| 19 juin 1983    | Melbourne Australie   | Australie - Angleterre | 1-1   | Match amical |
| 1er juin 1991   | Sydney Australie      | Australie - Angleterre | 0-1   | Match amical |
| 12 février 2003 | Londres Angleterre    | Angleterre - Australie | 1-3   | Match amical |
| 27 mai 2016     | Sunderland Angleterre | Angleterre - Australie | 2-1   | Match amical |
| 13 octobre 2023 | Londres Angleterre    | Angleterre - Australie | 1-0   | Match amical |

Bilan partiel
- Total de matchs disputés : 8
- Victoires de l'équipe d'Australie : 1
- Victoires de l'équipe d'Angleterre : 5
- Matchs nuls : 2

### Autriche
Confrontations entre l'équipe d'Angleterre de football et l'équipe d'Autriche de football en matchs officiels :
| Date              | Lieu                     | Match                 | Score | Compétition                                |
| 6 juin 1908       | Vienne Autriche          | Autriche - Angleterre | 1-6   | Match amical                               |
| 8 juin 1908       | Vienne Autriche          | Autriche - Angleterre | 1-11  | Match amical                               |
| 1er juin 1909     | Vienne Autriche          | Autriche - Angleterre | 1-8   | Match amical                               |
| 14 mai 1930       | Vienne Autriche          | Autriche - Angleterre | 0-0   | Match amical                               |
| 7 décembre 1932   | Londres Angleterre       | Angleterre - Autriche | 4-3   | Match amical                               |
| 6 mai 1936        | Vienne Autriche          | Autriche - Angleterre | 2-1   | Match amical                               |
| 28 novembre 1951  | Londres Angleterre       | Angleterre - Autriche | 2-2   | Match amical                               |
| 25 mai 1952       | Vienne Autriche          | Autriche - Angleterre | 2-3   | Match amical                               |
| 15 juin 1958      | Borås Suède              | Angleterre - Autriche | 2-2   | Coupe du monde 1958 (Groupe D)             |
| 27 mai 1961       | Vienne Autriche          | Autriche - Angleterre | 3-1   | Match amical                               |
| 4 avril 1962      | Londres Angleterre       | Angleterre - Autriche | 3-1   | Match amical                               |
| 20 octobre 1965   | Londres Angleterre       | Angleterre - Autriche | 2-3   | Match amical                               |
| 27 mai 1967       | Vienne Autriche          | Autriche - Angleterre | 0-1   | Match amical                               |
| 26 septembre 1973 | Londres Angleterre       | Angleterre - Autriche | 7-0   | Match amical                               |
| 13 juin 1979      | Vienne Autriche          | Autriche - Angleterre | 4-3   | Match amical                               |
| 4 septembre 2004  | Vienne Autriche          | Autriche - Angleterre | 2-2   | Qualifications pour la Coupe du monde 2006 |
| 8 octobre 2005    | Londres Angleterre       | Angleterre - Autriche | 1-0   | Qualifications pour la Coupe du monde 2006 |
| 16 novembre 2007  | Vienne Autriche          | Autriche - Angleterre | 0-1   | Match amical                               |
| 2 juin 2021       | Middlesbrough Angleterre | Angleterre - Autriche | 1-0   | Match amical                               |

Bilan partiel
- Total de matchs disputés : 19
- Victoires de l'équipe d'Angleterre : 11
- Victoires de l'équipe d'Autriche : 4
- Matchs nuls : 4

### Azerbaïdjan
Confrontations entre l'équipe d'Angleterre de football et l'équipe d'Azerbaïdjan de football.
| Date            | Lieu                 | Match                    | Score | Compétition                                |
| 13 octobre 2004 | Bakou Azerbaïdjan    | Azerbaïdjan - Angleterre | 0-1   | Qualifications pour la Coupe du monde 2006 |
| 30 mars 2005    | Newcastle Angleterre | Angleterre - Azerbaïdjan | 2-0   | Qualifications pour la Coupe du monde 2006 |

Bilan partiel
- Total de matchs disputés : 2
- Victoires de l'équipe d'Angleterre de football : 2
- Victoires de l'équipe d'Azerbaïdjan de football : 0
- Match nul : 0

## B

### Belgique
Confrontations entre l'équipe d'Angleterre de football et l'équipe de Belgique de football en matchs officiels.
| Date              | Lieu                     | Match                 | Score             | Compétition                              |
| 21 mai 1921       | Bruxelles Belgique       | Belgique - Angleterre | 0-2               | Match amical                             |
| 19 mars 1923      | Londres Angleterre       | Angleterre - Belgique | 6-1               | Match amical                             |
| 1er novembre 1923 | Anvers Belgique          | Belgique - Angleterre | 2-2               | Match amical                             |
| 8 décembre 1924   | West Bromwich Angleterre | Angleterre - Belgique | 4-0               | Match amical                             |
| 24 mai 1926       | Anvers Belgique          | Belgique - Angleterre | 3-5               | Match amical                             |
| 11 mai 1927       | Bruxelles Belgique       | Belgique - Angleterre | 1-9               | Match amical                             |
| 19 mai 1928       | Anvers Belgique          | Belgique - Angleterre | 1-3               | Match amical                             |
| 11 mai 1929       | Bruxelles Belgique       | Belgique - Angleterre | 1-5               | Match amical                             |
| 16 mai 1931       | Bruxelles Belgique       | Belgique - Angleterre | 1-4               | Match amical                             |
| 9 mai 1936        | Bruxelles Belgique       | Belgique - Angleterre | 3-2               | Match amical                             |
| 21 septembre 1947 | Bruxelles Belgique       | Belgique - Angleterre | 2-5               | Match amical                             |
| 18 mai 1950       | Bruxelles Belgique       | Belgique - Angleterre | 1-4               | Match amical                             |
| 26 novembre 1952  | Londres Angleterre       | Angleterre - Belgique | 5-0               | Match amical                             |
| 17 juin 1954      | Bâle Suisse              | Angleterre - Belgique | 4-4 a. p.         | Coupe du monde 1954 (Groupe D)           |
| 21 octobre 1964   | Londres Angleterre       | Angleterre - Belgique | 2-2               | Match amical                             |
| 25 février 1970   | Bruxelles Belgique       | Belgique - Angleterre | 1-3               | Match amical                             |
| 12 juin 1980      | Turin Italie             | Angleterre - Belgique | 1-1               | Euro 1980 (Groupe B)                     |
| 26 juin 1990      | Bologne Italie           | Angleterre - Belgique | 1-0 a. p.         | Coupe du monde 1990 (Huitième de finale) |
| 29 mai 1998       | Casablanca Maroc         | Belgique - Angleterre | 0-0, 4-3 t. a. b. | Tournoi Hassan II                        |
| 10 octobre 1999   | Sunderland Angleterre    | Angleterre - Belgique | 2-1               | Match amical                             |
| 2 juin 2012       | Londres Angleterre       | Angleterre - Belgique | 1-0               | Match amical                             |
| 28 juin 2018      | Kaliningrad Russie       | Angleterre - Belgique | 0-1               | Coupe du monde 2018 (Groupe G)           |
| 14 juillet 2018   | Saint-Pétersbourg Russie | Belgique - Angleterre | 2-0               | Coupe du monde 2018 (Troisième place)    |
| 11 octobre 2020   | Londres Angleterre       | Angleterre - Belgique | 2-1               | Ligue des nations 2020-2021              |
| 15 novembre 2020  | Louvain Belgique         | Belgique - Angleterre | 2-0               | Ligue des nations 2020-2021              |

Bilan partiel
- Total de matchs disputés : 25
- Victoires de l'équipe d'Angleterre : 16
- Victoires de l'équipe de Belgique : 5
- Matchs nuls : 5

### Biélorussie
Confrontations entre l'équipe d'Angleterre de football et l'équipe de Biélorussie de football en matchs officiels.
| Date            | Lieu               | Match                    | Score | Compétition                                |
| 15 octobre 2008 | Minsk Biélorussie  | Biélorussie - Angleterre | 1-3   | Qualifications pour la Coupe du monde 2010 |
| 14 octobre 2009 | Londres Angleterre | Angleterre - Biélorussie | 3-0   | Qualifications pour la Coupe du monde 2010 |

Bilan partiel
- Total de matchs disputés : 2
- Victoires de l'équipe d'Angleterre : 2
- Victoires de l'équipe de Biélorussie : 0
- Match nul : 0

### Bohême-et-Moravie
Confrontations entre l'équipe d'Angleterre de football et l'équipe de Bohême et Moravie de football en matchs officiels.
| Date         | Lieu                    | Match                          | Score | Compétition                             |
| 13 juin 1908 | Prague Autriche-Hongrie | Bohême-et-Moravie - Angleterre | 0-4   | Amical                                  |
| 28 mai 1911  | Roubaix France          | Angleterre - Bohême-et-Moravie | 1-2   | Grand Tournoi européen de football 1911 |

Bilan partiel
- Total de matchs disputés : 2
- Victoires de l'équipe d'Angleterre : 1
- Victoires de l'équipe de Bohême-et-Moravie : 1
- Match nul : 0

### Brésil
En coupe du monde de football, les matchs Angleterre-Brésil portent chance aux "Auriverde". On peut en effet remarquer que le Brésil a toujours gagné la coupe du monde après avoir rencontré l'Angleterre lors de la compétition. En 1958, les deux équipes faisaient match nul 0-0 au premier tour. En quart de finale en 1962, la Seleçao l'emportait 3-1. En 1970, les "cariocas" l'emportaient encore 1-0 au premier tour puis enfin en 2002 les Brésiliens remportaient leur quart de finale 2-1 face aux Anglais.
Confrontations entre l'équipe d'Angleterre de football et l'équipe du Brésil de football :
| Date             | Lieu                        | Match               | Score | Compétition                           |
| 9 mai 1956       | Londres Angleterre          | Angleterre - Brésil | 4-2   | Match amical                          |
| 11 juin 1958     | Göteborg Suède              | Brésil - Angleterre | 0-0   | Coupe du monde 1958 (Groupe D)        |
| 13 mai 1959      | Rio de Janeiro Brésil       | Brésil - Angleterre | 2-0   | Match amical                          |
| 10 juin 1962     | Viña del Mar Chili          | Brésil - Angleterre | 3-1   | Coupe du monde 1962 (Quart de finale) |
| 8 mai 1963       | Londres Angleterre          | Angleterre - Brésil | 1-1   | Match amical                          |
| 30 mai 1964      | Rio de Janeiro Brésil       | Brésil - Angleterre | 5-1   | Match amical                          |
| 12 juin 1969     | Rio de Janeiro Brésil       | Brésil - Angleterre | 2-1   | Match amical                          |
| 7 juin 1970      | Guadalajara Mexique         | Brésil - Angleterre | 1-0   | Coupe du monde 1970 (Quart de finale) |
| 23 mai 1976      | Los Angeles États-Unis      | Angleterre - Brésil | 0-1   | Match amical                          |
| 8 juin 1977      | Rio de Janeiro Brésil       | Brésil - Angleterre | 0-0   | Match amical                          |
| 19 avril 1978    | Londres Angleterre          | Angleterre - Brésil | 1-1   | Match amical                          |
| 12 mai 1981      | Londres Angleterre          | Angleterre - Brésil | 0-1   | Match amical                          |
| 10 juin 1984     | Rio de Janeiro Brésil       | Brésil - Angleterre | 0-2   | Match amical                          |
| 19 mai 1987      | Londres Angleterre          | Angleterre - Brésil | 1-1   | Match amical                          |
| 28 mars 1990     | Londres Angleterre          | Angleterre - Brésil | 1-0   | Match amical                          |
| 17 mai 1992      | Londres Angleterre          | Angleterre - Brésil | 1-1   | Match amical                          |
| 13 juin 1993     | Washington, D.C. États-Unis | Angleterre - Brésil | 1-1   | US Cup                                |
| 11 juin 1995     | Londres Angleterre          | Angleterre - Brésil | 1-3   | Coupe Umbro                           |
| 10 juin 1997     | Paris France                | Angleterre - Brésil | 0-1   | Tournoi de France                     |
| 27 mai 2000      | Londres Angleterre          | Angleterre - Brésil | 1-1   | Match amical                          |
| 21 juin 2002     | Shizuoka Japon              | Angleterre - Brésil | 1-2   | Coupe du monde 2002 (Quart de finale) |
| 21 juin 2007     | Londres Angleterre          | Angleterre - Brésil | 1-1   | Match amical                          |
| 14 novembre 2009 | Doha Qatar                  | Brésil - Angleterre | 1-0   | Match amical                          |
| 6 février 2013   | Londres Angleterre          | Angleterre - Brésil | 2-1   | Match amical                          |
| 2 juin 2013      | Rio de Janeiro Brésil       | Brésil - Angleterre | 2-2   | Match amical                          |
| 14 novembre 2017 | Londres Angleterre          | Angleterre - Brésil | 0-0   | Match amical                          |

Bilan partiel
- Total de matchs disputés : 26
- Victoires de l'équipe d'Angleterre : 4
- Victoires de l'équipe du Brésil : 11
- Matchs nuls : 11

### Bulgarie
Confrontations entre l'équipe d'Angleterre de football et l'équipe de Bulgarie de football en matchs officiels :
| Date             | Lieu               | Match                 | Score | Compétition                                                       |
| 7 juin 1962      | Rancagua Chili     | Bulgarie - Angleterre | 0-0   | Coupe du monde 1962 (Groupe D)                                    |
| 11 décembre 1968 | Londres Angleterre | Angleterre - Bulgarie | 1-1   | Match amical                                                      |
| 1er juin 1974    | Sofia Bulgarie     | Bulgarie - Angleterre | 0-1   | Match amical                                                      |
| 6 juin 1979      | Sofia Bulgarie     | Bulgarie - Angleterre | 0-3   | Qualifications pour l'Euro 1980                                   |
| 22 novembre 1979 | Londres Angleterre | Angleterre - Bulgarie | 2-0   | Qualifications pour l'Euro 1980                                   |
| 27 mars 1996     | Londres Angleterre | Angleterre - Bulgarie | 1-0   | Match amical                                                      |
| 10 octobre 1998  | Londres Angleterre | Angleterre - Bulgarie | 0-0   | Qualifications pour l'Euro 2000                                   |
| 9 juin 1999      | Sofia Bulgarie     | Bulgarie - Angleterre | 1-1   | Qualifications pour l'Euro 2000                                   |
| 3 septembre 2010 | Londres Angleterre | Angleterre - Bulgarie | 4-0   | Qualifications pour l'Euro 2012                                   |
| 2 septembre 2011 | Sofia Bulgarie     | Bulgarie - Angleterre | 0-3   | Qualifications pour l'Euro 2012                                   |
| 7 septembre 2019 | Londres Angleterre | Angleterre - Bulgarie | 4-0   | Éliminatoires du Championnat d'Europe de football 2020 (Groupe A) |
| 14 octobre 2019  | Sofia Bulgarie     | Bulgarie - Angleterre | 0-6   | Éliminatoires du Championnat d'Europe de football 2020 (Groupe A) |

Bilan partiel
- Total de matchs disputés : 12
- Victoires de l'équipe d'Angleterre : 8
- Victoires de l'équipe de Bulgarie : 0
- Matchs nuls : 4

## C

### Cameroun
Confrontations entre l'équipe d'Angleterre de football et l'équipe du Cameroun de football en matchs officiels :
| Date             | Lieu               | Match                 | Score     | Compétition                           |
| 1er juillet 1990 | Naples Italie      | Angleterre - Cameroun | 3-2 a. p. | Coupe du monde 1990 (Quart de finale) |
| 6 février 1991   | Londres Angleterre | Angleterre - Cameroun | 2-0       | Match amical                          |
| 15 novembre 1997 | Londres Angleterre | Angleterre - Cameroun | 2-0       | Match amical                          |
| 26 mai 2002      | Kobe Japon         | Cameroun - Angleterre | 2-2       | Match amical                          |

Bilan partiel
- Total de matchs disputés : 4
- Victoires de l'équipe d'Angleterre : 3
- Victoires de l'équipe du Cameroun : 0
- Match nul : 1

### Canada
Confrontations entre l'équipe d'Angleterre de football et l'équipe du Canada de soccer en matchs officiels :
| Date        | Lieu           | Match               | Score | Compétition  |
| 24 mai 1986 | Burnaby Canada | Canada - Angleterre | 0-1   | Match amical |

Bilan partiel
- Total de matchs disputés : 1
- Victoires de l'équipe d'Angleterre : 1
- Victoires de l'équipe du Canada : 0
- Match nul : 0

### CEI
Confrontation entre l'équipe d'Angleterre de football et l'Équipe de la communauté des États indépendants de football en match officiel :
| Date          | Lieu                                     | Match            | Score | Compétition  |
| 29 avril 1992 | Moscou Communauté des États indépendants | CEI - Angleterre | 2-2   | Match amical |

Bilan
- Total de matchs disputés : 1
- Victoire de l'équipe d'Angleterre : 0
- Victoire de l'équipe de CEI : 0
- Match nul : 1

### Chili
Confrontations entre l'équipe d'Angleterre de football et l'équipe du Chili de football en matchs officiels :
| Date             | Lieu                  | Match              | Score | Compétition                    |
| 25 juin 1950     | Rio de Janeiro Brésil | Angleterre - Chili | 2-0   | Coupe du monde 1950 (Groupe B) |
| 24 mai 1953      | Santiago Chili        | Chili - Angleterre | 1-2   | Match amical                   |
| 17 juin 1984     | Santiago Chili        | Chili - Angleterre | 0-0   | Match amical                   |
| 23 mai 1989      | Londres Angleterre    | Angleterre - Chili | 0-0   | Match amical                   |
| 11 février 1998  | Londres Angleterre    | Angleterre - Chili | 0-2   | Match amical                   |
| 15 novembre 2013 | Londres Angleterre    | Angleterre - Chili | 0-2   | Match amical                   |

Bilan partiel
- Total de matchs disputés : 6
- Victoires de l'équipe d'Angleterre : 2
- Victoires de l'équipe du Chili : 2
- Matchs nuls : 2

### Chine
Confrontations entre l'équipe d'Angleterre de football et l'équipe de Chine de football en matchs officiels :
| Date        | Lieu          | Match              | Score | Compétition  |
| 23 mai 1996 | Beijing Chine | Chine - Angleterre | 0-3   | Match amical |

Bilan partiel
- Total de matchs disputés : 1
- Victoires de l'équipe d'Angleterre : 1
- Victoires de l'équipe de Chine : 0
- Match nul : 0

### Colombie
| Date             | Lieu                | Match                 | Score     | Compétition                              |
| 20 mai 1970      | Bogota Colombie     | Colombie - Angleterre | 0-4       | Match amical                             |
| 24 mai 1988      | Londres Angleterre  | Angleterre - Colombie | 1-1       | Match amical                             |
| 6 septembre 1995 | Londres Angleterre  | Angleterre - Colombie | 0-0       | Match amical                             |
| 26 juin 1998     | Lens France         | Colombie - Angleterre | 0-2       | Coupe du monde 1998 (Groupe G)           |
| 31 mai 2005      | New York États-Unis | Colombie - Angleterre | 2-3       | Match amical                             |
| 2 juillet 2018   | Moscou Russie       | Colombie - Angleterre | 1-1 (tab) | Coupe du monde 2018 (Huitième de finale) |

Bilan partiel
- Total de matchs disputés : 6
- Victoires de l'équipe d'Angleterre : 3
- Victoires de l'équipe de Colombie : 0
- Matchs nuls : 3

### Corée du Sud
Confrontations entre l'équipe d'Angleterre de football et l'équipe de Corée du Sud de football en matchs officiels :
| Date        | Lieu           | Match                     | Score | Compétition  |
| 21 mai 2002 | Seogwipo Japon | Corée du Sud - Angleterre | 1-1   | Match amical |

Bilan partiel
- Total de matchs disputés : 1
- Victoires de l'équipe d'Angleterre : 0
- Victoires de l'équipe de Corée du Sud : 0
- Match nul : 1

### Costa Rica
Confrontations entre l'Angleterre et le Costa Rica
| Date         | Lieu                  | Match                   | Score | Compétition                    |
| 24 juin 2014 | Belo Horizonte Brésil | Costa Rica - Angleterre | 0-0   | Coupe du monde 2014 (Groupe D) |
| 7 juin 2018  | Leeds Angleterre      | Angleterre - Costa Rica | 2-0   | Match amical                   |

Bilan
- Total des matchs disputés : 2
- Victoires de l'équipe d'Angleterre : 1
- Victoires de l'équipe du Costa Rica : 0
- Matchs nuls : 1

### Croatie
Confrontations entre l'Angleterre et la Croatie
| Date              | Lieu               | Match                | Score  | Compétition                                |
| 24 avril 1996     | Londres Angleterre | Angleterre - Croatie | 0-0    | Match amical                               |
| 20 août 2003      | Ipswich Angleterre | Angleterre - Croatie | 3-1    | Match amical                               |
| 21 juin 2004      | Lisbonne Portugal  | Croatie - Angleterre | 2-4    | Euro 2004 (Groupe B)                       |
| 11 octobre 2006   | Zagreb Croatie     | Croatie - Angleterre | 2-0    | Qualifications pour l'Euro 2008            |
| 21 novembre 2007  | Londres Angleterre | Angleterre - Croatie | 2-3    | Qualifications pour l'Euro 2008            |
| 10 septembre 2008 | Zagreb Croatie     | Croatie - Angleterre | 1-4    | Qualifications pour la Coupe du monde 2010 |
| 9 septembre 2009  | Londres Angleterre | Angleterre - Croatie | 5-1    | Qualifications pour la Coupe du monde 2010 |
| 11 juillet 2018   | Moscou Russie      | Croatie - Angleterre | 2-1 ap | Coupe du monde 2018 (Demi-finale)          |
| 12 octobre 2018   | Rijeka Croatie     | Croatie - Angleterre | 0-0    | Ligue des Nations 2018-2019                |
| 18 novembre 2018  | Londres Angleterre | Angleterre - Croatie | 2-1    | Ligue des Nations 2018-2019                |
| 13 juin 2021      | Londres Angleterre | Angleterre - Croatie | 1-0    | Euro 2020 (groupe D)                       |

Bilan
- Total de matchs disputés : 11
- Victoires de l'équipe d'Angleterre : 6
- Victoires de l'équipe de Croatie : 3
- Match nul : 2

## D

### Danemark
Confrontations entre l'Angleterre et le Danemark :
| Date              | Lieu                     | Match                 | Score | Compétition                                      |
| 26 septembre 1948 | Copenhague Danemark      | Danemark - Angleterre | 0-0   | Match amical                                     |
| 2 octobre 1955    | Copenhague Danemark      | Danemark - Angleterre | 1-5   | Match amical                                     |
| 5 décembre 1956   | Wolverhampton Angleterre | Angleterre - Danemark | 5-2   | Qualifications pour la Coupe du monde 1958       |
| 15 mai 1957       | Copenhague Danemark      | Danemark - Angleterre | 1-4   | Qualifications pour la Coupe du monde 1958       |
| 3 juillet 1966    | Copenhague Danemark      | Danemark - Angleterre | 0-2   | Match amical                                     |
| 20 septembre 1978 | Copenhague Danemark      | Danemark - Angleterre | 3-4   | Qualifications pour l'Euro 1980                  |
| 12 septembre 1979 | Londres Angleterre       | Angleterre - Danemark | 1-0   | Qualifications pour l'Euro 1980                  |
| 22 septembre 1982 | Copenhague Danemark      | Danemark - Angleterre | 2-2   | Qualifications pour l'Euro 1984                  |
| 21 septembre 1983 | Londres Angleterre       | Angleterre - Danemark | 0-1   | Qualifications pour l'Euro 1984                  |
| 14 septembre 1988 | Londres Angleterre       | Angleterre - Danemark | 1-0   | Match amical                                     |
| 7 juin 1989       | Copenhague Danemark      | Angleterre - Danemark | 1-1   | Match amical                                     |
| 15 mai 1990       | Londres Angleterre       | Angleterre - Danemark | 1-0   | Match amical                                     |
| 11 juin 1992      | Malmö Suède              | Danemark - Angleterre | 0-0   | Euro 1992 (Groupe A)                             |
| 9 mars 1994       | Londres Angleterre       | Angleterre - Danemark | 1-0   | Match amical                                     |
| 15 juin 2002      | Niigata Japon            | Danemark - Angleterre | 0-3   | Coupe du monde 2002 (Huitième de finale)         |
| 16 novembre 2003  | Manchester Angleterre    | Angleterre - Danemark | 2-3   | Match amical                                     |
| 17 août 2005      | Copenhague Danemark      | Danemark - Angleterre | 4-1   | Match amical                                     |
| 9 février 2011    | Copenhague Danemark      | Danemark - Angleterre | 1-2   | Match amical                                     |
| 5 mars 2014       | Londres Angleterre       | Angleterre - Danemark | 1-0   | Match amical                                     |
| 8 septembre 2020  | Copenhague Danemark      | Danemark - Angleterre | 0-0   | Ligue des nations 2020-2021                      |
| 14 octobre 2020   | Londres Angleterre       | Angleterre - Danemark | 0-1   | Ligue des nations 2020-2021                      |
| 7 juillet 2021    | Londres Angleterre       | Angleterre - Danemark | 2-1   | Euro 2020 (Demi-finale)                          |
| 20 juin 2024      | Francfurt Allemagne      | Danemark - Angleterre | 1-1   | Championnat d'Europe de football 2024 (Groupe C) |

Bilan partiel
- Total de matchs disputés : 23
- Victoires de l'équipe d'Angleterre : 13
- Victoires de l'équipe du Danemark : 4
- Matchs nuls : 6

## E

### Égypte
Confrontations entre l'Angleterre et l'Égypte :
| Date            | Lieu               | Match               | Score | Compétition                    |
| 29 janvier 1986 | Le Caire Égypte    | Égypte - Angleterre | 0-4   | Match amical                   |
| 21 juin 1990    | Cagliari Italie    | Angleterre - Égypte | 1-0   | Coupe du monde 1990 (Groupe F) |
| 3 mars 2010     | Londres Angleterre | Angleterre - Égypte | 3-1   | Match amical                   |

Bilan partiel
- Total de matchs disputés : 3
- Victoires de l'équipe d'Angleterre : 3
- Victoires de l'équipe d'Égypte : 0
- Match nul : 0

### Équateur
Confrontations entre l'Angleterre et l'Équateur :
| Date         | Lieu                | Match                 | Score | Compétition                              |
| 24 mai 1970  | Quito Équateur      | Équateur - Angleterre | 0-2   | Match amical                             |
| 25 juin 2006 | Stuttgart Allemagne | Angleterre - Équateur | 1-0   | Coupe du monde 2006 (Huitième de finale) |
| 4 juin 2014  | Miami États-Unis    | Équateur - Angleterre | 2-2   | Match amical                             |

Bilan partiel
- Total de matchs disputés : 3
- Victoires de l'équipe d'Angleterre : 2
- Victoires de l'équipe d'Équateur : 0
- Match nul : 1

### Espagne
Confrontations entre l'équipe d'Angleterre de football et l'équipe d'Espagne de football en matchs officiels :
| Date             | Lieu                  | Match                | Score | Compétition                                    |
| 15 mai 1929      | Madrid Espagne        | Espagne - Angleterre | 4-3   | Match amical                                   |
| 9 décembre 1931  | Londres Angleterre    | Angleterre - Espagne | 7-1   | Match amical                                   |
| 2 juillet 1950   | Rio de Janeiro Brésil | Espagne - Angleterre | 1-0   | Coupe du monde 1950 (Groupe B)                 |
| 18 mai 1955      | Madrid Espagne        | Espagne - Angleterre | 1-1   | Match amical                                   |
| 30 novembre 1955 | Londres Angleterre    | Angleterre - Espagne | 4-1   | Match amical                                   |
| 15 mai 1960      | Madrid Espagne        | Espagne - Angleterre | 3-0   | Match amical                                   |
| 26 octobre 1960  | Londres Angleterre    | Angleterre - Espagne | 4-2   | Match amical                                   |
| 8 décembre 1965  | Madrid Espagne        | Espagne - Angleterre | 0-2   | Match amical                                   |
| 24 mai 1967      | Londres Angleterre    | Angleterre - Espagne | 2-0   | Match amical                                   |
| 3 avril 1968     | Londres Angleterre    | Angleterre - Espagne | 1-0   | Qualifications pour l'Euro 1968                |
| 8 mai 1968       | Madrid Espagne        | Espagne - Angleterre | 1-2   | Qualifications pour l'Euro 1968                |
| 26 mars 1980     | Barcelone Espagne     | Espagne - Angleterre | 0-2   | Match amical                                   |
| 18 juin 1980     | Naples Italie         | Angleterre - Espagne | 2-1   | Euro 1980 (Groupe B)                           |
| 25 mars 1981     | Londres Angleterre    | Angleterre - Espagne | 1-2   | Match amical                                   |
| 5 juillet 1982   | Madrid Espagne        | Espagne - Angleterre | 0-0   | Coupe du monde 1982 (Deuxième tour - Groupe 2) |
| 18 février 1987  | Madrid Espagne        | Espagne - Angleterre | 2-4   | Match amical                                   |
| 9 septembre 1992 | Santander Espagne     | Espagne - Angleterre | 1-0   | Match amical                                   |
| 22 juin 1996     | Londres Angleterre    | Angleterre - Espagne | 0-0   | Euro 1996 (Quart de finale)                    |
| 28 février 2001  | Birmingham Angleterre | Angleterre - Espagne | 3-0   | Match amical                                   |
| 17 novembre 2004 | Madrid Espagne        | Espagne - Angleterre | 1-0   | Match amical                                   |
| 7 février 2007   | Manchester Angleterre | Angleterre - Espagne | 0-1   | Match amical                                   |
| 11 février 2009  | Séville Espagne       | Espagne - Angleterre | 2-0   | Match amical                                   |
| 12 novembre 2011 | Londres Angleterre    | Angleterre - Espagne | 1-0   | Match amical                                   |
| 13 novembre 2015 | Alicante Espagne      | Espagne - Angleterre | 2-0   | Match amical                                   |
| 25 novembre 2016 | Londres Angleterre    | Angleterre - Esagne  | 2-2   | Match amical                                   |
| 8 septembre 2018 | Londres Angleterre    | Angleterre - Espagne | 1-2   | Ligue des nations 2018-2019                    |
| 15 octobre 2018  | Séville Espagne       | Espagne - Angleterre | 2-3   | Ligue des nations 2018-2019                    |
| 14 Juillet 2024  | Berlin Allemagne      | Espagne - Angleterre | 2-1   | Euro 2024 (Finale)                             |

Bilan partiel
- Total de matchs disputés : 28
- Victoires de l'équipe d'Angleterre :13
- Victoires de l'équipe d'Espagne : 11
- Matchs nuls : 4

### Estonie
Confrontations entre l'équipe d'Angleterre de football et l'équipe d'Estonie de football :
| Date            | Lieu               | Match                | Score | Compétition                                                       |
| 6 juin 2007     | Tallinn Estonie    | Estonie - Angleterre | 0-3   | Éliminatoires du Championnat d'Europe de football 2008 (Groupe E) |
| 13 octobre 2007 | Londres Angleterre | Angleterre - Estonie | 3-0   | Éliminatoires du Championnat d'Europe de football 2008 (Groupe E) |
| 12 octobre 2014 | Tallinn Estonie    | Estonie - Angleterre | 0-1   | Éliminatoires du Championnat d'Europe de football 2016 (Groupe E) |
| 9 octobre 2015  | Londres Angleterre | Angleterre - Estonie | 2-0   | Éliminatoires du Championnat d'Europe de football 2016 (Groupe E) |

Bilan partiel
- Total de matchs disputés : 4
- Victoires de l'équipe d'Angleterre : 4
- Victoires de l'équipe d'Estonie : 0
- Match nul : 0

### États-Unis
Confrontations entre l'équipe d'Angleterre de football et l'équipe des États-Unis de football en matchs officiels :
| Date             | Lieu                      | Match                   | Score | Compétition                    |
| 29 juin 1950     | Belo Horizonte Brésil     | États-Unis - Angleterre | 1-0   | Coupe du monde 1950 (Groupe B) |
| 8 juin 1953      | New York États-Unis       | États-Unis - Angleterre | 3-6   | Match amical                   |
| 28 mai 1959      | Los Angeles États-Unis    | États-Unis - Angleterre | 1-8   | Match amical                   |
| 27 mai 1964      | New York États-Unis       | États-Unis - Angleterre | 0-10  | Match amical                   |
| 16 juin 1985     | Los Angeles États-Unis    | États-Unis - Angleterre | 0-5   | Match amical                   |
| 9 juin 1993      | Boston États-Unis         | États-Unis - Angleterre | 2-0   | US Cup                         |
| 7 septembre 1994 | Londres Angleterre        | Angleterre - États-Unis | 2-0   | Match amical                   |
| 28 mai 2005      | Chicago États-Unis        | États-Unis - Angleterre | 1-2   | Match amical                   |
| 28 mai 2008      | Londres Angleterre        | Angleterre - États-Unis | 2-0   | Match amical                   |
| 12 juin 2010     | Rustenburg Afrique du Sud | Angleterre - États-Unis | 1-1   | Coupe du monde 2010 (Groupe C) |
| 15 novembre 2018 | Londres Angleterre        | Angleterre - États-Unis | 3-0   | Match amical                   |
| 25 novembre 2022 | Al-Khor Qatar             | Angleterre - États-Unis | 0-0   | Coupe du monde 2022 (Groupe B) |

Bilan partiel
- Total de matchs disputés : 12
- Victoires de l'équipe d'Angleterre : 8
- Victoires de l'équipe des États-Unis : 2
- Match nul : 2

## F

### Finlande
Confrontations entre l'équipe d'Angleterre de football et l'équipe de Finlande de football
| Date              | Lieu                 | Match                 | Score | Compétition                                |
| 20 mai 1937       | Helsinki Finlande    | Finlande - Angleterre | 0-8   | Match amical                               |
| 20 mai 1956       | Helsinki Finlande    | Finlande - Angleterre | 1-5   | Match amical                               |
| 26 juin 1966      | Helsinki Finlande    | Finlande - Angleterre | 0-3   | Match amical                               |
| 13 juin 1976      | Helsinki Finlande    | Finlande - Angleterre | 1-4   | Qualifications pour la Coupe du monde 1978 |
| 13 octobre 1976   | Londres Angleterre   | Angleterre - Finlande | 2-1   | Qualifications pour la Coupe du monde 1978 |
| 3 juin 1982       | Helsinki Finlande    | Finlande - Angleterre | 1-4   | Match amical                               |
| 17 octobre 1984   | Londres Angleterre   | Angleterre - Finlande | 5-0   | Qualifications pour la Coupe du monde 1986 |
| 22 mai 1985       | Helsinki Finlande    | Finlande - Angleterre | 1-1   | Qualifications pour la Coupe du monde 1986 |
| 3 juin 1992       | Helsinki Finlande    | Finlande - Angleterre | 1-2   | Match amical                               |
| 11 octobre 2000   | Helsinki Finlande    | Finlande - Angleterre | 0-0   | Qualifications pour la Coupe du monde 2002 |
| 24 mars 2001      | Liverpool Angleterre | Angleterre - Finlande | 2-1   | Qualifications pour la Coupe du monde 2002 |
| 10 Septembre 2024 | Ipswich Angleterre   | Angleterre - Finlande |       | Ligue Des Nation 24/25                     |
| 13 Octobre 2024   | Helsinki Finlande    | Finlande - Angleterre |       | Ligue Des Nation 24/25                     |

Bilan partiel
- Total de matchs disputés : 11
- Victoires de l'équipe d'Angleterre : 9
- Victoires de l'équipe de Finlande : 0
- Matchs nuls : 2

### France
Confrontations entre l'équipe de France de football et l'équipe d'Angleterre de football

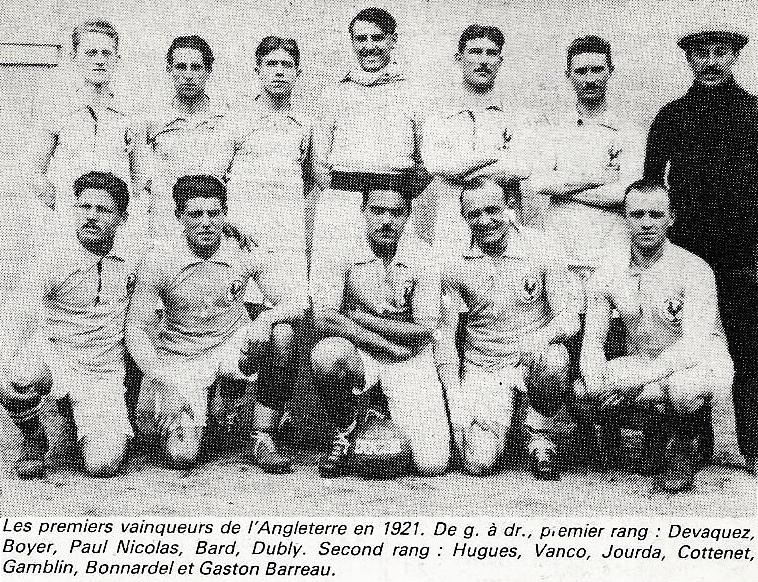
L'équipe de France de football, vainqueur pour la première fois de l'Angleterre le 5 mai 1921, par 2-1 au stade Pershing.

| Date              | Lieu                 | Match               | Score | Compétition                                   |
| 1er novembre 1906 | Paris France         | France - Angleterre | 0-15  | Match amical (*)                              |
| 23 mars 1908      | Ipswich Angleterre   | Angleterre - France | 12-0  | Match amical (*)                              |
| 22 mai 1909       | Gentilly France      | France - Angleterre | 0-11  | Match amical (*)                              |
| 16 avril 1910     | Brighton Angleterre  | Angleterre - France | 10-1  | Match amical (*)                              |
| 23 mars 1911      | Saint-Ouen France    | France - Angleterre | 0-3   | Match amical (*)                              |
| 27 février 1913   | Colombes France      | France - Angleterre | 1-4   | Match amical (*)                              |
| 5 avril 1920      | Rouen France         | France - Angleterre | 0-5   | Match amical (*)                              |
| 5 mai 1921        | Paris France         | France - Angleterre | 2-1   | Match amical (*)                              |
| 10 mai 1923       | Paris France         | France - Angleterre | 1-4   | Match amical                                  |
| 17 mai 1924       | Paris France         | France - Angleterre | 1-3   | Match amical                                  |
| 25 mai 1925       | Colombes France      | France - Angleterre | 2-3   | Match amical                                  |
| 26 mai 1927       | Colombes France      | France - Angleterre | 0-6   | Match amical                                  |
| 17 mai 1928       | Colombes France      | France - Angleterre | 1-5   | Match amical                                  |
| 9 mai 1929        | Colombes France      | France - Angleterre | 1-4   | Match amical                                  |
| 14 mai 1931       | Colombes France      | France - Angleterre | 5-2   | Match amical                                  |
| 6 décembre 1933   | Londres Angleterre   | Angleterre - France | 4-1   | Match amical                                  |
| 26 mai 1938       | Colombes France      | France - Angleterre | 2-4   | Match amical                                  |
| 26 mai 1945       | Londres Angleterre   | Angleterre - France | 2-2   | Match amical (*)                              |
| 19 mai 1946       | Colombes France      | France - Angleterre | 2-1   | Match amical (*)                              |
| 3 mai 1947        | Londres Angleterre   | Angleterre - France | 3-0   | Match amical                                  |
| 22 mai 1949       | Colombes France      | France - Angleterre | 1-3   | Match amical                                  |
| 3 octobre 1951    | Londres Angleterre   | Angleterre - France | 2-2   | Match amical                                  |
| 15 mars 1955      | Colombes France      | France - Angleterre | 1-0   | Match amical                                  |
| 27 novembre 1957  | Londres Angleterre   | Angleterre - France | 4-0   | Match amical                                  |
| 20 octobre 1962   | Sheffield Angleterre | Angleterre - France | 1-1   | Qualifications pour l'Euro 1964               |
| 27 février 1963   | Paris France         | France - Angleterre | 5-2   | Qualifications pour l'Euro 1964               |
| 20 juillet 1966   | Londres Angleterre   | Angleterre - France | 2-0   | Coupe du monde 1966 (Groupe A)                |
| 12 mars 1969      | Londres Angleterre   | Angleterre - France | 5-0   | Match amical                                  |
| 16 juin 1982      | Bilbao Espagne       | Angleterre - France | 3-1   | Coupe du monde 1982 (Groupe 4 - Premier tour) |
| 29 février 1984   | Paris France         | France - Angleterre | 2-0   | Match amical                                  |
| 19 février 1992   | Londres Angleterre   | Angleterre - France | 2-0   | Match amical                                  |
| 14 juin 1992      | Malmö Suède          | Angleterre - France | 0-0   | Euro 1992 (Groupe A)                          |
| 7 juin 1997       | Montpellier France   | France - Angleterre | 0-1   | Tournoi de France                             |
| 10 février 1999   | Londres Angleterre   | Angleterre - France | 0-2   | Match amical                                  |
| 2 septembre 2000  | Saint-Denis France   | France - Angleterre | 1-1   | Match amical                                  |
| 13 juin 2004      | Lisbonne Portugal    | France - Angleterre | 2-1   | Euro 2004 (Groupe B)                          |
| 26 mars 2008      | Saint-Denis France   | France - Angleterre | 1-0   | Match amical                                  |
| 17 novembre 2010  | Londres Angleterre   | Angleterre - France | 1-2   | Match amical                                  |
| 11 juin 2012      | Donetsk Ukraine      | France - Angleterre | 1-1   | Euro 2012 (Groupe D)                          |
| 17 novembre 2015  | Londres Angleterre   | Angleterre - France | 2-0   | Match amical                                  |
| 13 juin 2017      | Saint-Denis France   | France - Angleterre | 3-2   | Match amical                                  |
| 10 décembre 2022  | Al-Khor Qatar        | Angleterre - France | 1-2   | Coupe du monde 2022 (Quart de Finale)         |

- (*) Les matchs de 1906, 1908, 1909, 1910, 1911, 1913, 1920, 1921, 1945 et 1946 ne sont pas reconnus comme « officiels » par la fédération anglaise.

Bilan
- Total de matchs disputés : 41
- Victoires de l'équipe de France : 12
- Matchs nuls : 6
- Victoires de l'équipe d'Angleterre : 23

## G

### Géorgie
Confrontations entre l'équipe d'Angleterre de football et l'équipe de Géorgie de football en matchs officiels.
| Date            | Lieu               | Match                | Score | Compétition                                |
| 9 novembre 1996 | Tbilissi Géorgie   | Géorgie - Angleterre | 0-2   | Qualifications pour la Coupe du monde 1998 |
| 30 avril 1997   | Londres Angleterre | Angleterre - Géorgie | 2-0   | Qualifications pour la Coupe du monde 1998 |

Bilan partiel
- Total de matchs disputés : 2
- Victoires de l'équipe d'Angleterre : 2
- Victoires de l'équipe de Géorgie : 0
- Match nul : 0

### Ghana
Confrontations entre l'équipe d'Angleterre de football et l'équipe du Ghana de football en matchs officiels.
| Date         | Lieu               | Match              | Score | Compétition  |
| 29 mars 2011 | Londres Angleterre | Angleterre - Ghana | 1-1   | Match amical |

Bilan partiel
- Total de matchs disputés : 1
- Victoires de l'équipe d'Angleterre : 0
- Victoires de l'équipe du Ghana : 0
- Match nul : 1

### Grèce
Confrontations entre l'équipe d'Angleterre de football et l'équipe de Grèce de football en matchs officiels.
| Date              | Lieu                  | Match              | Score | Compétition                                |
| 21 avril 1971     | Londres Angleterre    | Angleterre - Grèce | 3-0   | Qualifications pour l'Euro 1972            |
| 1er décembre 1971 | Le Pirée Grèce        | Grèce - Angleterre | 0-2   | Qualifications pour l'Euro 1972            |
| 17 novembre 1982  | Thessaloniki Grèce    | Grèce - Angleterre | 0-3   | Qualifications pour l'Euro 1984            |
| 30 mars 1983      | Londres Angleterre    | Angleterre - Grèce | 0-0   | Qualifications pour l'Euro 1984            |
| 8 février 1989    | Athènes Grèce         | Grèce - Angleterre | 1-2   | Match amical                               |
| 17 mai 1994       | Londres Angleterre    | Angleterre - Grèce | 5-0   | Match amical                               |
| 6 juin 2001       | Athènes Grèce         | Grèce - Angleterre | 0-2   | Qualifications pour la Coupe du monde 2002 |
| 6 octobre 2001    | Manchester Angleterre | Angleterre - Grèce | 2-2   | Qualifications pour la Coupe du monde 2002 |
| 16 août 2006      | Manchester Angleterre | Angleterre - Grèce | 4-0   | Match amical                               |
| 10 Octobre 2024   | Manchester Angleterre | Angleterre - Grèce |       | Ligue Des Nation 24/25                     |
| 14 Novembre 2024  | Athènes Grèce         | Grèce - Angleterre |       | Ligue Des Nation 24/25                     |

Bilan partiel
- Total de matchs disputés : 9
- Victoires de l'équipe d'Angleterre : 7
- Victoires de l'équipe de Grèce : 0
- Matchs nuls : 2

## H

### Honduras
Confrontation entre l'équipe d'Angleterre de football et l'Équipe du Honduras de football en matchs officiels :
| Date        | Lieu             | Match                 | Score | Compétition  |
| ----------- | ---------------- | --------------------- | ----- | ------------ |
| 7 juin 2014 | Miami États-Unis | Angleterre - Honduras | 0-0   | Match amical |

- Total de matchs disputés : 1
- Victoires de l'équipe d'Angleterre :  0
- Victoires de l'Équipe du Honduras : 0
- Match Nul : 1

### Hongrie

#### Bilan
Confrontations entre l'équipe d'Angleterre de football et l'équipe de Hongrie de football en matchs officiels.
La première rencontre entre les deux équipes eu lieu en 1908 et vit la victoire de l'Angleterre en Hongrie sur le score de sept buts à zéro. Le 25 novembre 1953, les deux équipes s'affrontent à Wembley pour une rencontre amicale considérée aujourd'hui comme le match du siècle. L'équipe anglaise est complètement dépassée par la virtuosité des joueurs magyars et s'incline sur le score historique de 6-3. Cette rencontre, première défaite à domicile de la sélection anglaise contre une équipe du continent, est considérée comme un tournant de l'histoire du football. L'Angleterre n'est plus le maître du monde en matière de football. Tactiquement, son WM pratiqué depuis les années 1920 a volé en éclats face au 4-2-4 des Hongrois.
Le 4 juin 2022, la Hongrie bat à nouveau l'Angleterre et met enfin fin un terme à une disette de 60 ans sans victoire.
| Date              | Lieu                     | Match                | Score | Compétition                                           |
| 10 juin 1908      | Budapest Hongrie         | Hongrie - Angleterre | 0-7   | Match amical                                          |
| 29 mai 1909       | Budapest Hongrie         | Hongrie - Angleterre | 2-4   | Match amical                                          |
| 31 mai 1909       | Budapest Hongrie         | Hongrie - Angleterre | 2-8   | Match amical                                          |
| 10 mai 1934       | Budapest Hongrie         | Hongrie - Angleterre | 2-1   | Match amical                                          |
| 2 décembre 1936   | Londres Angleterre       | Angleterre - Hongrie | 6-2   | Match amical                                          |
| 25 novembre 1953  | Londres Angleterre       | Angleterre - Hongrie | 3-6   | Match amical                                          |
| 23 mai 1954       | Budapest Hongrie         | Hongrie - Angleterre | 7-1   | Match amical                                          |
| 22 mai 1960       | Budapest Hongrie         | Hongrie - Angleterre | 2-0   | Match amical                                          |
| 31 mai 1962       | Rancagua Chili           | Hongrie - Angleterre | 2-1   | Coupe du monde 1962 (Groupe D)                        |
| 5 mai 1965        | Londres Angleterre       | Angleterre - Hongrie | 1-0   | Match amical                                          |
| 24 mai 1978       | Londres Angleterre       | Angleterre - Hongrie | 4-1   | Match amical                                          |
| 6 juin 1981       | Budapest Hongrie         | Hongrie - Angleterre | 1-3   | Qualification pour la Coupe du monde 1982             |
| 18 novembre 1981  | Londres Angleterre       | Angleterre - Hongrie | 1-0   | Qualification pour la Coupe du monde 1982             |
| 27 avril 1983     | Londres Angleterre       | Angleterre - Hongrie | 2-0   | Qualification pour l'Euro 1984                        |
| 12 octobre 1983   | Budapest Hongrie         | Hongrie - Angleterre | 0-3   | Qualification pour l'Euro 1984                        |
| 27 avril 1988     | Budapest Hongrie         | Hongrie - Angleterre | 0-0   | Match amical                                          |
| 12 septembre 1990 | Londres Angleterre       | Angleterre - Hongrie | 1-0   | Match amical                                          |
| 12 mai 1992       | Budapest Hongrie         | Hongrie - Angleterre | 0-1   | Match amical                                          |
| 18 mai 1996       | Londres Angleterre       | Angleterre - Hongrie | 3-0   | Match amical                                          |
| 28 avril 1999     | Budapest Hongrie         | Hongrie - Angleterre | 1-1   | Match amical                                          |
| 30 mai 2006       | Manchester Angleterre    | Angleterre - Hongrie | 3-1   | Match amical                                          |
| 11 août 2010      | Londres Angleterre       | Angleterre - Hongrie | 2-1   | Match amical                                          |
| 2 septembre 2021  | Budapest Hongrie         | Hongrie - Angleterre | 0-4   | Qualifications pour la Coupe du monde 2022 (Groupe I) |
| 12 octobre 2021   | Londres Angleterre       | Angleterre - Hongrie | 1-1   | Qualifications pour la Coupe du monde 2022 (Groupe I) |
| 4 juin 2022       | Budapest Hongrie         | Hongrie - Angleterre | 1-0   | Ligue des Nations 2022-2023 (Ligue A, groupe 3)       |
| 14 juin 2022      | Wolverhampton Angleterre | Angleterre - Hongrie | 0-4   | Ligue des Nations 2022-2023 (Ligue A, groupe 3)       |

Bilan partiel
- Total de matchs disputés : 26
- Victoires de l'équipe d'Angleterre : 16
- Victoires de l'équipe de Hongrie : 7
- Matchs nuls : 3

## I

### Iran
| Date             | Lieu      | Match             | Score | Compétition                    |
| ---------------- | --------- | ----------------- | ----- | ------------------------------ |
| 21 Novembre 2022 | Al Rayyan | Angleterre - Iran | 6-2   | Coupe du monde 2022 (Groupe B) |

### Irlande
Confrontations entre l'équipe d'Angleterre de football et l'équipe de république d'Irlande de football en matchs officiels :
| Date              | Lieu                           | Match                | Score | Compétition                                |
| 30 septembre 1946 | Dublin Irlande                 | Irlande - Angleterre | 0-1   | Match amical                               |
| 21 septembre 1949 | Liverpool Angleterre           | Angleterre - Irlande | 0-2   | Match amical                               |
| 8 mai 1957        | Londres Angleterre             | Angleterre - Irlande | 5-1   | Qualifications pour la Coupe du monde 1958 |
| 19 mai 1957       | Dublin Irlande                 | Angleterre - Irlande | 1-1   | Qualifications pour la Coupe du monde 1958 |
| 24 mai 1964       | Dublin Irlande                 | Irlande - Angleterre | 1-3   | Match amical                               |
| 8 septembre 1976  | Londres Angleterre             | Angleterre - Irlande | 1-1   | Match amical                               |
| 25 octobre 1978   | Dublin Irlande                 | Irlande - Angleterre | 1-1   | Qualifications pour l'Euro 1980            |
| 6 février 1980    | Londres Angleterre             | Angleterre - Irlande | 2-0   | Qualifications pour l'Euro 1980            |
| 26 mars 1985      | Londres Angleterre             | Angleterre - Irlande | 2-1   | Match amical                               |
| 12 juin 1988      | Stuttgart Allemagne de l'Ouest | Irlande - Angleterre | 1-0   | Euro 1988 (Groupe B)                       |
| 11 juin 1990      | Cagliari Italie                | Angleterre - Irlande | 1-1   | Coupe du monde 1990 (Groupe F)             |
| 14 novembre 1990  | Dublin Irlande                 | Irlande - Angleterre | 1-1   | Qualifications pour l'Euro 1992            |
| 27 mars 1991      | Londres Angleterre             | Angleterre - Irlande | 1-1   | Qualifications pour l'Euro 1992            |
| 15 février 1995   | Dublin Irlande                 | Irlande - Angleterre | 1-0   | Match amical                               |
| 29 mai 2013       | Londres Angleterre             | Angleterre - Irlande | 1-1   | Match amical                               |
| 7 juin 2015       | Dublin Irlande                 | Irlande - Angleterre | 0-0   | Match amical                               |
| 12 novembre 2020  | Londres Angleterre             | Angleterre - Irlande | 3-0   | Match amical                               |
| 7 Septembre 2024  | Dublin Irlande                 | Irlande - Angleterre |       | LIGUE DES NATIONS 24/25                    |
| 17 Novembre 2024  | Wolverhampton Angleterre       | Angleterre - Irlande |       | LIGUE DES NATIONS 24/25                    |

Bilan partiel
- Total de matchs disputés : 17
- Victoires de l'équipe d'Angleterre : 6
- Victoires de l'équipe d'Irlande : 3
- Matchs nuls : 8

### Islande
Confrontations entre l'équipe d'Angleterre de football et l'équipe d'Islande de football en matchs officiels :
| Date             | Lieu                  | Match                | Score | Compétition                 |
| 2 juin 1982      | Reykjavik Islande     | Islande - Angleterre | 1-1   | Match amical                |
| 5 juin 2004      | Manchester Angleterre | Angleterre - Islande | 6-1   | Match amical                |
| 27 juin 2016     | Nice France           | Angleterre - Islande | 1-2   | Euro 2016 (8ème de finale)  |
| 5 septembre 2020 | Reykjavik Islande     | Islande - Angleterre | 0-1   | Ligue des nations 2020-2021 |
| 18 novembre 2020 | Londres Angleterre    | Angleterre - Islande | 4-0   | Ligue des nations 2020-2021 |
| 7 juin 2024      | Londres Angleterre    | Angleterre - Islande | 0-1   | Match amical                |

Bilan partiel
- Total de matchs disputés : 6
- Victoires de l'équipe d'Angleterre : 3
- Victoires de l'équipe d'Islande : 2
- Match nul : 1

### Israël
Confrontations entre l'équipe d'Angleterre de football et l'équipe d'Israël de football en matchs officiels :
| Date             | Lieu               | Match               | Score | Compétition                     |
| 26 février 1986  | Tel Aviv Israël    | Israël - Angleterre | 1-2   | Match amical                    |
| 17 février 1988  | Tel Aviv Israël    | Israël - Angleterre | 0-0   | Match amical                    |
| 24 mars 2007     | Tel Aviv Israël    | Israël - Angleterre | 0-0   | Qualifications pour l'Euro 2008 |
| 8 septembre 2007 | Londres Angleterre | Angleterre - Israël | 3-0   | Qualifications pour l'Euro 2008 |

Bilan partiel
- Total de matchs disputés : 4
- Victoires de l'équipe d'Angleterre : 2
- Victoires de l'équipe d'Israël : 0
- Matchs nuls : 2

### Italie
Confrontations entre l'équipe d'Angleterre de football et l'équipe d'Italie de football en matchs officiels :
| Date              | Lieu                | Match               | Score              | Compétition                                                                 |
| 13 mai 1933       | Rome Italie         | Italie - Angleterre | 1-1                | Match amical                                                                |
| 14 novembre 1934  | Londres Angleterre  | Angleterre - Italie | 3-2                | Match amical                                                                |
| 13 mai 1939       | Milan Italie        | Italie - Angleterre | 2-2                | Match amical                                                                |
| 16 mai 1948       | Turin Italie        | Italie - Angleterre | 0-4                | Match amical                                                                |
| 30 novembre 1949  | Londres Angleterre  | Angleterre - Italie | 2-0                | Match amical                                                                |
| 18 mai 1952       | Florence Italie     | Italie - Angleterre | 1-1                | Match amical                                                                |
| 6 mai 1959        | Londres Angleterre  | Angleterre - Italie | 2-2                | Match amical                                                                |
| 24 mai 1961       | Rome Italie         | Italie - Angleterre | 2-3                | Match amical                                                                |
| 14 juin 1973      | Turin Italie        | Italie - Angleterre | 2-0                | Match amical                                                                |
| 14 novembre 1973  | Londres Angleterre  | Angleterre - Italie | 0-1                | Match amical                                                                |
| 28 mai 1976       | New York États-Unis | Angleterre - Italie | 3-2                | Match amical                                                                |
| 17 novembre 1976  | Rome Italie         | Italie - Angleterre | 2-0                | Qualifications pour la Coupe du monde 1978                                  |
| 16 novembre 1977  | Londres Angleterre  | Angleterre - Italie | 2-0                | Qualifications pour la Coupe du monde 1978                                  |
| 15 juin 1980      | Turin Italie        | Italie - Angleterre | 1-0                | Euro 1980 (Groupe B)                                                        |
| 6 juin 1985       | Mexico Mexique      | Italie - Angleterre | 2-1                | Match amical                                                                |
| 15 novembre 1989  | Londres Angleterre  | Angleterre - Italie | 0-0                | Match amical                                                                |
| 7 juillet 1990    | Bari Italie         | Italie - Angleterre | 2-1                | Coupe du monde 1990 (Match pour la 3e place)                                |
| 12 février 1997   | Londres Angleterre  | Angleterre - Italie | 0-1                | Qualifications pour la Coupe du monde 1998                                  |
| 4 juin 1997       | Nantes France       | Angleterre - Italie | 2-0                | Tournoi de France                                                           |
| 11 octobre 1997   | Rome Italie         | Italie - Angleterre | 0-0                | Qualifications pour la Coupe du monde 1998                                  |
| 15 novembre 2000  | Turin Italie        | Italie - Angleterre | 1-0                | Match amical                                                                |
| 27 mars 2002      | Leeds Angleterre    | Angleterre - Italie | 1-2                | Match amical                                                                |
| 24 juin 2012      | Kiev Ukraine        | Angleterre - Italie | 0-0 a.p, 2-4 t.a.b | Euro 2012 (quart de finale)                                                 |
| 15 août 2012      | Berne Suisse        | Angleterre - Italie | 2-1                | Match amical                                                                |
| 14 juin 2014      | Manaus Brésil       | Angleterre - Italie | 1-2                | Coupe du monde 2014 (Groupe D)                                              |
| 31 mars 2015      | Turin Italie        | Italie - Angleterre | 1-1                | Match amical                                                                |
| 27 mars 2018      | Londres Angleterre  | Angleterre - Italie | 1-1                | Match amical                                                                |
| 11 juillet 2021   | Londres Angleterre  | Italie - Angleterre | 1-1 a.p, 3-2 t.a.b | Euro 2020 (Finale)                                                          |
| 23 septembre 2022 | Milan Italie        | Italie - Angleterre | 1-0                | Ligue A de la Ligue des nations de l'UEFA 2022-2023 (Groupe 3 - 5ème match) |
| 23 mars 2023      | Rome Italie         | Italie - Angleterre | 1-2                | Qualifications pour l’Euro 2024                                             |

Bilan partiel
- Total de matchs disputés : 29
- Victoires de l'équipe d'Angleterre : 8
- Victoires de l'équipe d'Italie : 11
- Matchs nuls : 10

## J

### Jamaïque
Confrontations entre l'équipe d'Angleterre de football et l'équipe de Jamaïque de football :
| Date        | Lieu                  | Match                 | Score | Compétition  |
| 3 juin 2006 | Manchester Angleterre | Angleterre - Jamaïque | 6-0   | Match amical |

Bilan partiel
- Total de matchs disputés : 1
- Victoires de l'équipe d'Angleterre : 1
- Victoires de l'équipe de Jamaïque : 0
- Match nul : 0

### Japon
Confrontations entre l'Angleterre et le Japon :
| Date          | Lieu                  | Match              | Score | Compétition  |
| 3 juin 1995   | Londres Angleterre    | Angleterre - Japon | 2-1   | Coupe Umbro  |
| 1er juin 2004 | Manchester Angleterre | Angleterre - Japon | 1-1   | Match amical |
| 30 mai 2010   | Graz Autriche         | Japon - Angleterre | 1-2   | Match amical |

Bilan partiel
- Total de matchs disputés : 3
- Victoires de l'équipe d'Angleterre : 2
- Victoires de l'équipe du Japon : 0
- Match nul : 1

## K

### Kazakhstan
Confrontations entre l'équipe d'Angleterre de football et l'équipe du Kazakhstan de football :
| Date            | Lieu               | Match                   | Score | Compétition                                |
| 11 octobre 2008 | Londres Angleterre | Angleterre - Kazakhstan | 5-1   | Qualifications pour la Coupe du monde 2010 |
| 6 juin 2009     | Almaty Kazakhstan  | Kazakhstan - Angleterre | 0-4   | Qualifications pour la Coupe du monde 2010 |

Bilan partiel
- Total de matchs disputés : 2
- Victoires de l'équipe d'Angleterre : 2
- Victoires de l'équipe du Kazakhstan : 0
- Match nul : 0

### Kosovo
Confrontations entre l'équipe d'Angleterre de football et l'équipe du Kosovo de football :
| Date              | Lieu                   | Match               | Score | Compétition                                                       |
| 10 septembre 2019 | Southampton Angleterre | Angleterre - Kosovo | 5-3   | Éliminatoires du Championnat d'Europe de football 2020 (Groupe A) |
| 17 novembre 2019  | Pristina Kosovo        | Kosovo - Angleterre | 0-4   | Éliminatoires du Championnat d'Europe de football 2020 (Groupe A) |

Bilan partiel
- Total de matchs disputés : 2
- Victoires de l'équipe d'Angleterre : 2
- Victoires de l'équipe du Kosovo : 0
- Matchs nuls : 0

### Koweït
Confrontations entre l'équipe d'Angleterre de football et l'équipe du Koweït de football :
| Date         | Lieu           | Match               | Score | Compétition                    |
| 25 juin 1982 | Bilbao Espagne | Angleterre - Koweït | 1-0   | Coupe du monde 1982 (Groupe D) |

Bilan partiel
- Total de matchs disputés : 1
- Victoires de l'équipe d'Angleterre : 1
- Victoires de l'équipe du Koweït : 0
- Match nul : 0

## L

### Liechtenstein
Confrontations entre l'équipe d'Angleterre de football et l'équipe du Liechtenstein de football :
| Date              | Lieu                  | Match                      | Score | Compétition                     |
| 29 mars 2003      | Vaduz Liechtenstein   | Liechtenstein - Angleterre | 0-2   | Qualifications pour l'Euro 2004 |
| 10 septembre 2003 | Manchester Angleterre | Angleterre - Liechtenstein | 2-0   | Qualifications pour l'Euro 2004 |

Bilan partiel
- Total de matchs disputés : 2
- Victoires de l'équipe d'Angleterre : 2
- Victoires de l'équipe du Liechtenstein : 0
- Match nul : 0

### Lituanie
Confrontation entre l'équipe d'Angleterre de football et l'équipe de Lituanie de football :
| Date            | Lieu               | Match                 | Score | Compétition                                                                  |
| --------------- | ------------------ | --------------------- | ----- | ---------------------------------------------------------------------------- |
| 27 mars 2015    | Londres Angleterre | Angleterre - Lituanie | 4-0   | Éliminatoires du Championnat d'Europe de football 2016 (Groupe E)            |
| 12 octobre 2015 | Vilnius Lituanie   | Lituanie - Angleterre | 0-3   | Éliminatoires du Championnat d'Europe de football 2016 (Groupe E)            |
| 26 mars 2017    | Londres Angleterre | Angleterre - Lituanie | 2-0   | Éliminatoires de la Coupe du monde de football 2018 Zone : Europe (Groupe F) |
| 6 octobre 2017  | Vilnius Lituanie   | Lituanie - Angleterre | 0-1   | Éliminatoires de la Coupe du monde de football 2018 Zone : Europe (Groupe F) |

#### Bilan
- Totale de matchs disputés : 4
- Victoires de l'équipe d'Angleterre : 4
- Victoires de l'équipe de Lituanie : 0
- Match nul : 0

### Luxembourg
Confrontations entre l'équipe d'Angleterre de football et l'équipe du Luxembourg de football :
| Date              | Lieu                        | Match                   | Score | Compétition                                |
| 21 mai 1927       | Esch-sur-Alzette Luxembourg | Luxembourg - Angleterre | 2-5   | Match amical                               |
| 19 octobre 1960   | Luxembourg                  | Luxembourg - Angleterre | 0-9   | Qualifications pour la Coupe du monde 1962 |
| 28 septembre 1961 | Londres Angleterre          | Angleterre - Luxembourg | 4-1   | Qualifications pour la Coupe du monde 1962 |
| 30 mars 1977      | Londres Angleterre          | Angleterre - Luxembourg | 5-0   | Qualifications pour la Coupe du monde 1978 |
| 12 octobre 1977   | Luxembourg                  | Luxembourg - Angleterre | 0-2   | Qualifications pour la Coupe du monde 1978 |
| 15 décembre 1982  | Londres Angleterre          | Angleterre - Luxembourg | 9-0   | Qualifications pour l'Euro 1984            |
| 16 novembre 1983  | Luxembourg                  | Luxembourg - Angleterre | 0-4   | Qualifications pour l'Euro 1984            |
| 14 octobre 1998   | Luxembourg                  | Luxembourg - Angleterre | 0-3   | Qualifications pour l'Euro 2000            |
| 4 septembre 1999  | Londres Angleterre          | Angleterre - Luxembourg | 6-0   | Qualifications pour l'Euro 2000            |

Bilan partiel
- Total de matchs disputés : 9
- Victoires de l'équipe d'Angleterre : 9
- Victoires de l'équipe du Luxembourg : 0
- Match nul : 0

## M

### Macédoine
Confrontations entre l'équipe d'Angleterre de football et l'équipe de Macédoine du Nord de football.
| Date             | Lieu                     | Match                          | Score | Compétition                     |
| 16 octobre 2002  | Southampton Angleterre   | Angleterre - Macédoine du Nord | 2-2   | Qualifications pour l'Euro 2004 |
| 6 septembre 2003 | Skopje Macédoine du Nord | Macédoine du Nord - Angleterre | 1-2   | Qualifications pour l'Euro 2004 |
| 6 septembre 2006 | Skopje Macédoine du Nord | Macédoine du Nord - Angleterre | 0-1   | Qualifications pour l'Euro 2008 |
| 7 octobre 2006   | Manchester Angleterre    | Angleterre - Macédoine du Nord | 0-0   | Qualifications pour l'Euro 2008 |

Bilan partiel
- Total de matchs disputés : 4
- Victoires de l'équipe d'Angleterre : 2
- Victoires de l'équipe de Macédoine du Nord : 0
- Matchs nuls : 2

### Malaisie
Confrontations entre l'équipe d'Angleterre de football et l'équipe de Malaisie de football.
| Date         | Lieu                  | Match                 | Score | Compétition  |
| 12 juin 1991 | Kuala Lumpur Malaisie | Malaisie - Angleterre | 2-4   | Match amical |

Bilan partiel
- Total de matchs disputés : 1
- Victoires de l'équipe d'Angleterre : 1
- Victoires de l'équipe de Malaisie : 0
- Match nul : 0

### Malte
Confrontations entre l'équipe d'Angleterre de football et l'équipe de Malte de football.
| Date             | Lieu               | Match              | Score | Compétition                                                                  |
| 3 février 1971   | La Valette Malte   | Malte - Angleterre | 0-1   | Qualifications pour l'Euro 1972                                              |
| 12 mai 1971      | Londres Angleterre | Angleterre - Malte | 5-0   | Qualifications pour l'Euro 1972                                              |
| 3 juin 2000      | Ta'Qali Malte      | Malte - Angleterre | 1-2   | Match amical                                                                 |
| 8 octobre 2016   | Londres Angleterre | Angleterre - Malte | 2-0   | Éliminatoires de la Coupe du monde de football 2018 Zone : Europe (Groupe F) |
| 1 septembre 2017 | Ta'Qali Malte      | Malte - Angleterre | 0-4   | Éliminatoires de la Coupe du monde de football 2018 Zone : Europe (Groupe F) |

Bilan partiel
- Total de matchs disputés : 5
- Victoires de l'équipe d'Angleterre : 5
- Victoires de l'équipe de Malte : 0
- Match nul : 0

### Maroc
Confrontations entre l'équipe d'Angleterre de football et l'équipe du Maroc de football.
| Date        | Lieu              | Match              | Score | Compétition                    |
| 6 juin 1986 | Monterrey Mexique | Maroc - Angleterre | 0-0   | Coupe du monde 1986 (Groupe F) |
| 29 mai 1998 | Casablanca Maroc  | Maroc - Angleterre | 0-1   | Tournoi Hassan II              |

Bilan partiel
- Total de matchs disputés : 2
- Victoires de l'équipe d'Angleterre : 1
- Victoires de l'équipe du Maroc : 0
- Match nul : 1

### Mexique
Confrontations entre l'équipe d'Angleterre de football et l'équipe du Mexique de football en matchs officiels :
| Date            | Lieu                   | Match                | Score | Compétition                    |
| 24 mai 1959     | Mexico Mexique         | Mexique - Angleterre | 2-1   | Match amical                   |
| 10 mai 1961     | Londres Angleterre     | Angleterre - Mexique | 8-0   | Match amical                   |
| 16 juillet 1966 | Londres Angleterre     | Angleterre - Mexique | 2-0   | Coupe du monde 1966 (Groupe A) |
| 1er juin 1969   | Mexico Mexique         | Mexique - Angleterre | 0-0   | Match amical                   |
| 9 juin 1985     | Mexico Mexique         | Mexique - Angleterre | 1-0   | Match amical                   |
| 17 mai 1986     | Los Angeles États-Unis | Angleterre - Mexique | 3-0   | Match amical                   |
| 29 mars 1997    | Londres Angleterre     | Angleterre - Mexique | 2-0   | Match amical                   |
| 25 mai 2001     | Derby Angleterre       | Angleterre - Mexique | 4-0   | Match amical                   |
| 24 mai 2010     | Londres Angleterre     | Angleterre - Mexique | 3-1   | Match amical                   |

Bilan partiel
- Total de matchs disputés : 9
- Victoires de l'équipe d'Angleterre : 6
- Victoires de l'équipe du Mexique : 2
- Match nul : 1

### Moldavie
Confrontations entre l'équipe d'Angleterre de football et l'équipe de Moldavie de football.
| Date               | Lieu               | Match                 | Score | Compétition                                |
| 1er septembre 1996 | Chișinău Moldavie  | Moldavie - Angleterre | 0-3   | Qualifications pour la Coupe du monde 1998 |
| 10 septembre 1997  | Londres Angleterre | Angleterre - Moldavie | 4-0   | Qualifications pour la Coupe du monde 1998 |
| 7 septembre 2012   | Chișinău Moldavie  | Moldavie - Angleterre | 0-5   | Qualifications pour la Coupe du monde 2014 |
| 6 septembre 2013   | Londres Angleterre | Angleterre - Moldavie | 4-0   | Qualifications pour la Coupe du monde 2014 |

Bilan partiel
- Total de matchs disputés : 4
- Victoires de l'équipe d'Angleterre : 4
- Victoires de l'équipe de Moldavie : 0
- Match nul : 0

### Monténégro
Confrontations entre l'équipe d'Angleterre de football et l'équipe du Monténégro de football.
| Date             | Lieu                 | Match                   | Score | Compétition                                                                    |
| 12 octobre 2010  | Londres Angleterre   | Angleterre - Monténégro | 0-0   | Éliminatoires du Championnat d'Europe de football 2012 (Groupe G)              |
| 7 octobre 2011   | Podgorica Monténégro | Monténégro - Angleterre | 2-2   | Éliminatoires du Championnat d'Europe de football 2012 (Groupe G)              |
| 26 mars 2013     | Podgorica Monténégro | Monténégro - Angleterre | 1-1   | Éliminatoires de la coupe du monde de football 2014 (Zone : Europe) (Groupe H) |
| 11 octobre 2013  | Londres Angleterre   | Angleterre - Monténégro | 4-1   | Éliminatoires de la coupe du monde de football 2014 (Zone : Europe) (Groupe H) |
| 25 mars 2019     | Podgorica Monténégro | Monténégro - Angleterre | 1-5   | Éliminatoires du Championnat d'Europe de football 2020 (Groupe A)              |
| 14 novembre 2019 | Londres Angleterre   | Angleterre - Monténégro | 7-0   | Éliminatoires du Championnat d'Europe de football 2020 (Groupe A)              |

Bilan partiel
- Total de matchs disputés : 6
- Victoires de l'équipe d'Angleterre : 3
- Victoires de l'équipe du Monténégro : 0
- Matchs nuls : 3

## N

### Nigeria
Confrontations entre l'équipe d'Angleterre de football et l'équipe du Nigeria de football :
| Date             | Lieu               | Match                | Score | Compétition                    |
| 16 novembre 1994 | Londres Angleterre | Angleterre - Nigeria | 1-0   | Match amical                   |
| 12 juin 2002     | Osaka Japon        | Nigeria - Angleterre | 0-0   | Coupe du monde 2002 (Groupe F) |
| 2 juin 2018      | Londres Angleterre | Angleterre - Nigeria | 2-1   | Match amical                   |

Bilan partiel
- Total de matchs disputés : 2
- Victoires de l'équipe d'Angleterre : 1
- Victoires de l'équipe du Nigeria : 0
- Match nul : 1

### Norvège
Confrontations entre l'équipe d'Angleterre de football et l'équipe de Norvège de football :
| Date              | Lieu                 | Match                | Score | Compétition                                |
| 14 mai 1937       | Oslo Norvège         | Norvège - Angleterre | 0-6   | Match amical                               |
| 9 novembre 1938   | Newcastle Angleterre | Angleterre - Norvège | 4-0   | Match amical                               |
| 18 mai 1949       | Oslo Norvège         | Norvège - Angleterre | 1-4   | Match amical                               |
| 29 juin 1966      | Oslo Norvège         | Norvège - Angleterre | 1-6   | Match amical                               |
| 10 septembre 1980 | Londres Angleterre   | Angleterre - Norvège | 4-0   | Qualifications pour la Coupe du monde 1982 |
| 9 septembre 1981  | Oslo Norvège         | Norvège - Angleterre | 2-1   | Qualifications pour la Coupe du monde 1982 |
| 14 octobre 1992   | Londres Angleterre   | Angleterre - Norvège | 1-1   | Qualifications pour la Coupe du monde 1994 |
| 2 juin 1993       | Oslo Norvège         | Norvège - Angleterre | 2-0   | Qualifications pour la Coupe du monde 1994 |
| 22 mai 1994       | Londres Angleterre   | Angleterre - Norvège | 0-0   | Match amical                               |
| 11 octobre 1995   | Oslo Norvège         | Norvège - Angleterre | 0-0   | Match amical                               |
| 26 mai 2012       | Oslo Norvège         | Norvège - Angleterre | 0-1   | Match amical                               |
| 3 septembre 2014  | Londres Angleterre   | Angleterre - Norvège | 1-0   | Match amical                               |

Bilan partiel
- Total de matchs disputés : 12
- Victoires de l'équipe d'Angleterre : 7
- Victoires de l'équipe de Norvège : 2
- Matchs nuls : 3

### Nouvelle-Zélande
Confrontations entre l'équipe d'Angleterre de football et l'équipe de Nouvelle-Zélande de football :
| Date        | Lieu                        | Match                         | Score | Compétition  |
| 3 juin 1991 | Auckland Nouvelle-Zélande   | Nouvelle-Zélande - Angleterre | 0-1   | Match amical |
| 8 juin 1991 | Wellington Nouvelle-Zélande | Nouvelle-Zélande - Angleterre | 0-2   | Match amical |

Bilan partiel
- Total de matchs disputés : 2
- Victoires de l'équipe d'Angleterre : 2
- Victoires de l'équipe de Nouvelle-Zélande : 0
- Match nul : 0

## P

### Panama
Confrontations entre l'Angleterre et le Panama :
| Date         | Lieu           | Match               | Score | Compétition                    |
| 24 juin 2018 | Nijni Novgorod | Angleterre - Panama | 6-1   | Coupe du monde 2018 (Groupe G) |

Bilan partiel
- Total de matchs disputés : 1
- Victoires de l'équipe d'Angleterre : 1
- Victoires de l'équipe du Panama : 0
- Match nul : 0

### Paraguay
Confrontations entre l'Angleterre et le Paraguay :
| Date          | Lieu                 | Match                 | Score | Compétition                              |
| 18 juin 1986  | Mexico Mexique       | Angleterre - Paraguay | 3-0   | Coupe du monde 1986 (Huitième de finale) |
| 17 avril 2002 | Liverpool Angleterre | Angleterre - Paraguay | 4-0   | Match amical                             |
| 10 juin 2006  | Francfort Allemagne  | Angleterre - Paraguay | 1-0   | Coupe du monde 2006 (Groupe B)           |

Bilan partiel
- Total de matchs disputés : 3
- Victoires de l'équipe d'Angleterre : 3
- Victoires de l'équipe du Paraguay : 0
- Match nul : 0

### Pays-Bas

#### Confrontations entre l'équipe des Pays-Bas de footballet l'équipe d'Angleterre (amateur) de football
| Date             | Lieu                  | Match                          | Score | Compétition  |
| 1er avril 1907   | La Haye Pays-Bas      | Pays-Bas - Angleterre amateurs | 1-8   | Match amical |
| 21 décembre 1907 | Darlington Angleterre | Angleterre amateurs - Pays-Bas | 12-2  | Match amical |
| 12 avril 1909    | Amsterdam Pays-Bas    | Pays-Bas - Angleterre amateurs | 0-4   | Match amical |
| 11 décembre 1909 | Londres Angleterre    | Angleterre amateurs - Pays-Bas | 9-1   | Match amical |
| 17 avril 1911    | Amsterdam Pays-Bas    | Pays-Bas - Angleterre amateurs | 0-1   | Match amical |
| 16 mars 1912     | Hull Angleterre       | Angleterre amateurs - Pays-Bas | 4-0   | Match amical |
| 24 mars 1913     | La Haye Pays-Bas      | Pays-Bas - Angleterre amateurs | 2-1   | Match amical |
| 15 novembre 1913 | Hull Angleterre       | Angleterre amateurs - Pays-Bas | 2-1   | Match amical |
| 15 novembre 1952 | Hull Angleterre       | Angleterre amateurs - Pays-Bas | 2-2   | Match amical |
| 7 mars 1954      | Rotterdam Pays-Bas    | Pays-Bas - Angleterre amateurs | 1-0   | Match amical |

Bilan
- Total de matchs disputés : 10
- Victoires de l'équipe d'Angleterre amateurs : 7
- Victoires de l'équipe des Pays-Bas : 2
- Matchs nuls : 1

#### Confrontations entre l'équipe d'Angleterre de footballet l'équipe des Pays-Bas de football
| Date             | Lieu                            | Match                 | Score      | Compétition                                |
| 18 mai 1935      | Amsterdam Pays-Bas              | Pays-Bas - Angleterre | 0-1        | Match amical                               |
| 27 novembre 1946 | Huddersfield Angleterre         | Angleterre - Pays-Bas | 8-2        | Match amical                               |
| 9 décembre 1964  | Amsterdam Pays-Bas              | Pays-Bas - Angleterre | 1-1        | Match amical                               |
| 5 novembre 1969  | Amsterdam Pays-Bas              | Pays-Bas - Angleterre | 0-1        | Match amical                               |
| 14 janvier 1970  | Londres Angleterre              | Angleterre - Pays-Bas | 0-0        | Match amical                               |
| 9 février 1977   | Londres Angleterre              | Angleterre - Pays-Bas | 0-2        | Match amical                               |
| 25 mai 1982      | Londres Angleterre              | Angleterre - Pays-Bas | 2-0        | Match amical                               |
| 23 mars 1988     | Londres Angleterre              | Angleterre - Pays-Bas | 2-2        | Match amical                               |
| 15 juin 1988     | Düsseldorf Allemagne de l'Ouest | Angleterre - Pays-Bas | 1-3        | Euro 1988 (Groupe B)                       |
| 16 juin 1990     | Cagliari Italie                 | Angleterre - Pays-Bas | 0-0        | Coupe du monde 1990 (Groupe F)             |
| 28 avril 1993    | Londres Angleterre              | Angleterre - Pays-Bas | 2-2        | Qualifications pour la Coupe du monde 1994 |
| 13 octobre 1993  | Rotterdam Pays-Bas              | Pays-Bas - Angleterre | 2-0        | Qualifications pour la Coupe du monde 1994 |
| 18 juin 1996     | Londres Angleterre              | Pays-Bas - Angleterre | 1-4        | Euro 1996 (Groupe A)                       |
| 15 août 2001     | Londres Angleterre              | Angleterre - Pays-Bas | 0-2        | Match amical                               |
| 13 février 2002  | Amsterdam Pays-Bas              | Pays-Bas - Angleterre | 1-1        | Match amical                               |
| 9 février 2005   | Birmingham Angleterre           | Angleterre - Pays-Bas | 0-0        | Match amical                               |
| 15 novembre 2006 | Amsterdam Pays-Bas              | Pays-Bas - Angleterre | 1-1        | Match amical                               |
| 12 août 2009     | Amsterdam Pays-Bas              | Pays-Bas - Angleterre | 2-2        | Match amical                               |
| 29 février 2012  | Londres Angleterre              | Angleterre - Pays-Bas | 2-3        | Match amical                               |
| 29 mars 2016     | Londres Angleterre              | Angleterre - Pays-Bas | 1-2        | Match amical                               |
| 23 mars 2018     | Amsterdam Pays-Bas              | Pays-Bas - Angleterre | 0-1        | Match amical                               |
| 6 juin 2019      | Guimarães Portugal              | Pays-Bas - Angleterre | 3-1 (a.p.) | Ligue des Nations 2018-2019 (Demi Finale)  |
| 10 Juillet 2024  | Dortmund Allemagne              | Pays-Bas - Angleterre | 1-2        | Euro 2024 (Demi Finale)                    |

Bilan partiel
- Nombre de matchs joués : 23
- Victoires des Pays-Bas : 7
- Victoires de l'Angleterre : 7
- Matchs nuls : 9

### Pays de Galles
Confrontations entre l'équipe du pays de Galles de football et l'équipe d'Angleterre de football
| Date             | Lieu           | Match                       | Score | Compétition                         |
| 18 janvier 1879  | Londres        | Angleterre - Pays de Galles | 2-1   | Match amical                        |
| 15 mars 1880     | Wrexham        | Pays de Galles - Angleterre | 2-3   | Match amical                        |
| 26 février 1881  | Blackburn      | Angleterre - Pays de Galles | 0-1   | Match amical                        |
| 13 mars 1882     | Wrexham        | Pays de Galles - Angleterre | 5-3   | Match amical                        |
| 3 février 1883   | Londres        | Angleterre - Pays de Galles | 5-0   | Match amical                        |
| 17 mars 1884     | Wrexham        | Pays de Galles - Angleterre | 0-4   | British Home Championship 1883-1884 |
| 14 mars 1885     | Blackburn      | Angleterre - Pays de Galles | 1-1   | British Home Championship 1884-1885 |
| 29 mars 1886     | Wrexham        | Pays de Galles - Angleterre | 1-3   | British Home Championship 1885-1886 |
| 28 février 1887  | Londres        | Angleterre - Pays de Galles | 4-0   | British Home Championship 1886-1887 |
| 4 février 1888   | Crewe          | Angleterre - Pays de Galles | 5-1   | British Home Championship 1887-1888 |
| 28 février 1889  | Stoke-on-Trent | Angleterre - Pays de Galles | 4-1   | British Home Championship 1888-1889 |
| 15 mars 1890     | Wrexham        | Pays de Galles - Angleterre | 1-3   | British Home Championship 1889-1890 |
| 7 mars 1891      | Sunderland     | Angleterre - Pays de Galles | 4-1   | British Home Championship 1890-1891 |
| 16 juin 2016     | Lens           | Angleterre - Pays de Galles | 2-1   | Euro 2016 (groupe B)                |
| 8 octobre 2020   | Londres        | Angleterre - Pays de Galles | 3-0   | Match amical                        |
| 29 novembre 2022 | Al Rayyan      | Pays de Galles - Angleterre | 0-3   | Coupe du monde 2022 (groupe B)      |

Bilan
- Total de matchs disputés : 16
- Victoires de l'Angleterre : 12
- Victoires du pays de Galles : 3
- Matchs nuls : 1

### Pérou
Confrontations entre l'équipe d'Angleterre de football et l'Équipe du Pérou de football :
| Date        | Lieu               | Match              | Score | Compétition  |
| 30 mai 2014 | Londres Angleterre | Angleterre - Pérou | 3-0   | Match amical |

#### Bilan
- Totale de matchs disputés : 1
- Victoires de l'Angleterre : 1
- Victoires du Pérou : 0
- Matchs nuls : 0

### Pologne
Confrontations entre l'équipe d'Angleterre de football et l'équipe de Pologne de football :
| Date             | Lieu                  | Match                | Score | Compétition                                           |
| 5 janvier 1966   | Liverpool Angleterre  | Angleterre - Pologne | 1-1   | Match amical                                          |
| 5 juillet 1966   | Chorzów Pologne       | Pologne - Angleterre | 0-1   | Match amical                                          |
| 6 juin 1973      | Chorzów Pologne       | Pologne - Angleterre | 2-0   | Qualifications pour la Coupe du monde 1974            |
| 17 octobre 1973  | Londres Angleterre    | Angleterre - Pologne | 1-1   | Qualifications pour la Coupe du monde 1974            |
| 11 juin 1986     | Monterrey Mexique     | Pologne - Angleterre | 0-3   | Coupe du monde 1986 (Groupe F)                        |
| 3 juin 1989      | Londres Angleterre    | Angleterre - Pologne | 3-0   | Qualifications Coupe du monde 1990                    |
| 11 octobre 1989  | Chorzów Pologne       | Pologne - Angleterre | 0-0   | Qualifications Coupe du monde 1990                    |
| 17 octobre 1990  | Londres Angleterre    | Angleterre - Pologne | 2-0   | Qualifications pour l'Euro 1992                       |
| 13 novembre 1991 | Poznań Pologne        | Pologne - Angleterre | 1-1   | Qualifications pour l'Euro 1992                       |
| 29 mai 1993      | Chorzów Pologne       | Pologne - Angleterre | 1-1   | Qualifications pour la Coupe du monde 1994            |
| 8 septembre 1993 | Londres Angleterre    | Angleterre - Pologne | 3-0   | Qualifications pour la Coupe du monde 1994            |
| 9 octobre 1996   | Londres Angleterre    | Angleterre - Pologne | 2-1   | Qualifications pour la Coupe du monde 1998            |
| 31 mai 1997      | Chorzów Pologne       | Pologne - Angleterre | 1-2   | Qualifications pour la Coupe du monde 1998            |
| 27 mars 1999     | Londres Angleterre    | Angleterre - Pologne | 3-1   | Qualifications pour l'Euro 2000                       |
| 8 septembre 1999 | Varsovie Pologne      | Pologne - Angleterre | 0-0   | Qualifications pour l'Euro 2000                       |
| 8 septembre 2004 | Chorzów Pologne       | Pologne - Angleterre | 1-2   | Qualifications pour la Coupe du monde 2006            |
| 12 octobre 2005  | Manchester Angleterre | Angleterre - Pologne | 2-1   | Qualifications pour la Coupe du monde 2006            |
| 16 octobre 2012  | Varsovie Pologne      | Pologne - Angleterre | 1-1   | Qualifications pour la Coupe du monde 2014            |
| 15 octobre 2013  | Londres Angleterre    | Angleterre - Pologne | 2-0   | Qualifications pour la Coupe du monde 2014            |
| 31 mars 2021     | Londres Angleterre    | Angleterre - Pologne | 2-1   | Qualifications pour la Coupe du monde 2022 (Groupe I) |
| 8 septembre 2021 | Pologne               | Pologne - Angleterre | -     | Qualifications pour la Coupe du monde 2022 (Groupe I) |

Bilan partiel
- Total de matchs disputés : 20
- Victoires de l'équipe de Pologne : 1
- Victoires de l'équipe d'Angleterre : 12
- Matchs nuls : 7

### Portugal
Confrontations entre le Portugal et l'Angleterre :
| Date             | Lieu                    | Match                 | Score           | Compétition                                |
| 25 mai 1947      | Lisbonne Portugal       | Portugal - Angleterre | 0-10            | Match amical                               |
| 14 mai 1950      | Lisbonne Portugal       | Portugal - Angleterre | 3-5             | Match amical                               |
| 19 mai 1951      | Liverpool Angleterre    | Angleterre - Portugal | 5-2             | Match amical                               |
| 22 mai 1955      | Porto Portugal          | Portugal - Angleterre | 3-1             | Match amical                               |
| 7 mai 1958       | Madrid Espagne          | Angleterre - Portugal | 2-1             | Match amical                               |
| 21 mai 1961      | Lisbonne Portugal       | Portugal - Angleterre | 1-1             | Qualifications pour la Coupe du monde 1962 |
| 25 octobre 1961  | Londres Angleterre      | Angleterre - Portugal | 2-0             | Qualifications pour la Coupe du monde 1962 |
| 17 mai 1964      | Lisbonne Portugal       | Portugal - Angleterre | 3-4             | Match amical                               |
| 4 juin 1964      | São Paulo Brésil        | Portugal - Angleterre | 1-1             | Match amical                               |
| 26 juillet 1966  | Londres Angleterre      | Angleterre - Portugal | 2-1             | Coupe du monde 1966 (Demi-finale)          |
| 10 décembre 1969 | Lisbonne Portugal       | Portugal - Angleterre | 0-1             | Match amical                               |
| 3 avril 1974     | Lisbonne Portugal       | Portugal - Angleterre | 0-0             | Match amical                               |
| 20 novembre 1974 | Londres Angleterre      | Angleterre - Portugal | 0-0             | Qualifications pour l'Euro 1976            |
| 19 novembre 1975 | Lisbonne Portugal       | Portugal - Angleterre | 1-1             | Qualifications pour l'Euro 1976            |
| 3 juin 1986      | Monterrey Mexique       | Portugal - Angleterre | 1-0             | Coupe du monde 1986 (Groupe F)             |
| 12 décembre 1995 | Londres Angleterre      | Angleterre - Portugal | 1-1             | Match amical                               |
| 22 avril 1998    | Londres Angleterre      | Angleterre - Portugal | 3-0             | Match amical                               |
| 12 juin 2000     | Eindhoven Pays-Bas      | Portugal - Angleterre | 3-2             | Euro 2000 (Groupe A)                       |
| 7 septembre 2002 | Birmingham Angleterre   | Angleterre - Portugal | 1-1             | Match amical                               |
| 18 février 2004  | Loulé Portugal          | Portugal - Angleterre | 1-1             | Match amical                               |
| 26 juin 2004     | Lisbonne Portugal       | Portugal - Angleterre | 2-2 (pen 6-5)   | Euro 2004 (Quart de finale)                |
| 1er juillet 2006 | Gelsenkirchen Allemagne | Angleterre - Portugal | 0-0 (t.a.b 1-3) | Coupe du monde 2006 (Quart de finale)      |
| 2 juin 2016      | Londres Angleterre      | Angleterre - Portugal | 1-0             | Match amical                               |

Bilan partiel
1. Total de matchs disputés : 22
2. Victoires de l'équipe du Portugal : 5
3. Victoires de l'équipe d'Angleterre : 9
4. Matchs nuls : 8

## R

### République tchèque
Confrontations entre l'équipe d'Angleterre de football et l'équipe de Tchéquie de football :
| Date             | Lieu               | Match                           | Score | Compétition                                                       |
| 18 novembre 1998 | Londres Angleterre | Angleterre - République tchèque | 2-0   | Match amical                                                      |
| 20 août 2008     | Londres Angleterre | Angleterre - République tchèque | 2-2   | Match amical                                                      |
| 22 mars 2019     | Londres Angleterre | Angleterre - Tchéquie           | 5-0   | Éliminatoires du Championnat d'Europe de football 2020 (Groupe A) |
| 11 octobre 2019  | Prague Tchéquie    | Tchéquie - Angleterre           | 2-1   | Éliminatoires du Championnat d'Europe de football 2020 (Groupe A) |
| 22 juin 2021     | Londres Angleterre | Tchéquie - Angleterre           | 0-1   | Euro 2020 (groupe D)                                              |

Bilan partiel
- Total de matchs disputés : 5
- Victoires de l'équipe d'Angleterre : 3
- Victoires de l'équipe de Tchéquie : 1
- Match nul : 1

### Roumanie
Confrontations entre l'équipe d'Angleterre de football et l'équipe de Roumanie de football en matchs officiels :
| Date              | Lieu                     | Match                 | Score | Compétition                                |
| 24 mai 1939       | Bucarest Roumanie        | Roumanie - Angleterre | 0-2   | Match amical                               |
| 6 novembre 1968   | Bucarest Roumanie        | Roumanie - Angleterre | 0-0   | Match amical                               |
| 15 janvier 1969   | Londres Angleterre       | Angleterre - Roumanie | 1-1   | Match amical                               |
| 2 juin 1970       | Guadalajara Mexique      | Angleterre - Roumanie | 1-0   | Coupe du monde 1970 (Groupe C)             |
| 15 octobre 1980   | Bucarest Roumanie        | Roumanie - Angleterre | 2-1   | Qualifications pour la Coupe du monde 1982 |
| 29 avril 1981     | Londres Angleterre       | Angleterre - Roumanie | 0-0   | Qualifications pour la Coupe du monde 1982 |
| 1er mai 1985      | Bucarest Roumanie        | Roumanie - Angleterre | 0-0   | Qualifications pour la Coupe du monde 1986 |
| 11 septembre 1985 | Londres Angleterre       | Angleterre - Roumanie | 1-1   | Qualifications pour la Coupe du monde 1986 |
| 12 octobre 1994   | Londres Angleterre       | Angleterre - Roumanie | 1-1   | Match amical                               |
| 22 juin 1998      | Toulouse France          | Roumanie - Angleterre | 2-1   | Coupe du monde 1998 (Groupe G)             |
| 20 juin 2000      | Charleroi Belgique       | Roumanie - Angleterre | 3-2   | Euro 2000 (Groupe A)                       |
| 6 juin 2021       | Middlesbrough Angleterre | Angleterre - Roumanie | 1-0   | Match amical                               |

Bilan partiel
- Total de matchs disputés : 12
- Victoires de l'équipe d'Angleterre : 3
- Victoires de l'équipe de Roumanie : 3
- Matchs nuls : 6

### Russie
Confrontations entre l'URSS, la CEI puis la Russie et l'Angleterre :
| Date            | Lieu                  | Match             | Score | Compétition                                               |
| 18 mai 1958     | Moscou                | URSS - Angleterre | 1-1   | Match amical                                              |
| 8 juin 1958     | Göteborg              | URSS - Angleterre | 2-2   | Coupe du monde 1958 - 1er tour (Groupe D)                 |
| 17 juin 1958    | Göteborg              | Angleterre - URSS | 0-1   | Coupe du monde 1958 - 1er tour (Groupe D) - Match d'appui |
| 22 octobre 1958 | Londres               | Angleterre - URSS | 5-0   | Match amical                                              |
| 6 décembre 1967 | Londres               | Angleterre - URSS | 2-2   | Match amical                                              |
| 8 juin 1968     | Rome                  | URSS - Angleterre | 0-2   | Euro 1968 - Match pour la 3e place                        |
| 10 juin 1973    | Moscou                | URSS - Angleterre | 1-2   | Match amical                                              |
| 2 juin 1984     | Londres               | Angleterre - URSS | 0-2   | Match amical                                              |
| 26 mars 1986    | Tbilissi              | URSS - Angleterre | 0-1   | Match amical                                              |
| 18 juin 1988    | Francfort-sur-le-Main | URSS - Angleterre | 3-1   | Euro 1988 - 1er tour (Groupe B)                           |
| 21 mai 1991     | Londres               | Angleterre - URSS | 3-1   | Match amical                                              |
| 29 avril 1992   | Moscou Russie         | CEI - Angleterre  | 2-2   | Match amical                                              |

| Date              | Lieu      | Match               | Score | Compétition                                |
| 12 septembre 2007 | Londres   | Angleterre - Russie | 3-0   | Qualifications pour l'Euro 2008 - Groupe E |
| 17 octobre 2007   | Moscou    | Russie - Angleterre | 2-1   | Qualifications pour l'Euro 2008 - Groupe E |
| 11 juin 2016      | Marseille | Angleterre - Russie | 1-1   | Euro 2016 (groupe B)                       |

Bilan
Total de matchs disputés : 15
- Victoires de l'équipe d'Angleterre : 6
- Matchs nuls : 5
- Victoires de l'équipe d'URSS puis de Russie : 4

Source
- (en) Russia matches, ratings and points exchanged

## S

### Saint-Marin
Confrontations entre la équipe d'Angleterre de football et l'équipe de Saint-Marin de football :
| Date             | Lieu                   | Match                    | Score | Compétition                                                                  |
| 17 février 1993  | Londres Angleterre     | Angleterre - Saint-Marin | 6-0   | Éliminatoires de la coupe du monde de football 1994 Zone : Europe (Groupe 2) |
| 17 novembre 1993 | Bologne Italie         | Saint-Marin - Angleterre | 1-7   | Éliminatoires de la coupe du monde de football 1994 Zone : Europe (Groupe 2) |
| 12 octobre 2012  | Londres Angleterre     | Angleterre - Saint-Marin | 5-0   | Éliminatoires de la Coupe du monde de football 2014 Zone : Europe (Groupe H) |
| 22 mars 2013     | San Marino Saint-Marin | Saint-Marin - Angleterre | 0-8   | Éliminatoires de la Coupe du monde de football 2014 Zone : Europe (Groupe H) |
| 9 octobre 2014   | Londres Angleterre     | Angleterre - Saint-Marin | 5-0   | Éliminatoires du Championnat d'Europe de football 2016 (Groupe E)            |
| 5 septembre 2015 | Serravalle Saint-Marin | Saint-Marin - Angleterre | 0-6   | Éliminatoires du Championnat d'Europe de football 2016 (Groupe E)            |
| 25 mars 2021     | Londres Angleterre     | Angleterre - Saint-Marin | 5-0   | Qualifications pour la Coupe du monde 2022 (Groupe I)                        |
| 15 novembre 2015 | Saint-Marin            | Saint-Marin - Angleterre | -     | Qualifications pour la Coupe du monde 2022 (Groupe I)                        |

Bilan partiel
- Total de matchs disputés : 7
- Victoire de l'équipe d'Angleterre : 7
- Victoire de l'équipe de Saint-Marin : 0

### Sénégal
Confrontations entre le Sénégal et l'Angleterre :
| Date            | Lieu          | Match                | Score | Compétition                              |
| 4 décembre 2022 | Al-Khor Qatar | Angleterre - Sénégal | 3-0   | Coupe du monde 2022 (Huitième de finale) |

Bilan
- Total de matchs disputés : 1
- Victoire de l'équipe d'Angleterre : 1
- Victoire de l'équipe du Sénégal : 0
- Match nul : 0

### Serbie et Monténégro
Confrontations entre la Serbie et Monténégro et l'Angleterre :
| Date         | Lieu                    | Match                             | Score | Compétition                                      |
| 3 juin 2003  | Leicester Angleterre    | Angleterre - Serbie-et-Monténégro | 2-1   | Match amical                                     |
| 16 Juin 2024 | Gelsenkirchen Allemagne | Serbie - Angleterre               | 0-1   | Championnat d'Europe de football 2024 (groupe C) |

Bilan
- Total de matchs disputés : 2
- Victoire de l'équipe de Serbie et Monténégro : 0
- Victoire de l'équipe d'Angleterre : 2
- Match nul : 0

### Slovaquie
Confrontations entre l'équipe de Slovaquie de football et l'équipe d'Angleterre de football :
| Date             | Lieu                     | Match                  | Score | Compétition                                                                  |
| 12 octobre 2002  | Bratislava Slovaquie     | Slovaquie - Angleterre | 1-2   | Qualifications pour l'Euro 2004                                              |
| 11 juin 2003     | Middlesbrough Angleterre | Angleterre - Slovaquie | 2-1   | Qualifications pour l'Euro 2004                                              |
| 28 mars 2009     | Londres Angleterre       | Angleterre - Slovaquie | 4-0   | Match amical                                                                 |
| 20 juin 2016     | Saint-Étienne France     | Slovaquie - Angleterre | 0-0   | Euro 2016 (groupe B)                                                         |
| 4 septembre 2016 | Trnava Slovaquie         | Slovaquie - Angleterre | 0-1   | Éliminatoires de la Coupe du monde de football 2018 Zone : Europe (Groupe F) |
| 4 septembre 2017 | Londres Angleterre       | Angleterre - Slovaquie | 2-1   | Éliminatoires de la Coupe du monde de football 2018 Zone : Europe (Groupe F) |
| 30 Juin 2024     | Gelsenkirchen            | Angleterre - Slovaquie | 2-1   | Euro 2024 (Round of 16)                                                      |

Bilan partiel
- Total de matchs disputés : 7
- Victoire de l'équipe d'Angleterre :6
- Victoires de l'équipe de Slovaquie : 0
- Matchs nuls : 1

### Slovénie
| Date             | Lieu                          | Match                 | Score | Compétition                                                                  |
| 5 septembre 2009 | Londres Angleterre            | Angleterre - Slovénie | 2-1   | Match amical                                                                 |
| 23 juin 2010     | Port Elizabeth Afrique du Sud | Slovénie - Angleterre | 0-1   | Coupe du monde 2010 (Groupe C)                                               |
| 15 novembre 2014 | Londres Angleterre            | Angleterre - Slovénie | 3-1   | Éliminatoires du Championnat d'Europe de football 2016 (Groupe E)            |
| 14 juin 2015     | Ljubljana Slovénie            | Slovénie - Angleterre | 2-3   | Éliminatoires du Championnat d'Europe de football 2016 (Groupe E)            |
| 11 octobre 2016  | Ljubljana Slovénie            | Slovénie - Angleterre | 0-0   | Éliminatoires de la Coupe du monde de football 2018 Zone : Europe (Groupe F) |
| 5 octobre 2017   | Londres Angleterre            | Angleterre - Slovénie | 1-0   | Éliminatoires de la Coupe du monde de football 2018 Zone : Europe (Groupe F) |
| 25 juin 2024     | Cologne Allemagne             | Angleterre - Slovénie | 0-0   | Championnat d'Europe de football 2024 (1re journée)                          |

Bilan partiel
- Total de matchs disputés :7
- Victoires de la Slovénie: 0
- Victoires de l'Angleterre : 5
- Match nul : 2

### Suède
Confrontations en matchs officiels entre l'Angleterre et la Suède :
| Date              | Lieu                  | Match              | Score | Compétition                                |
| 21 mai 1923       | Stockholm Suède       | Suède - Angleterre | 2-4   | Match amical                               |
| 17 mai 1937       | Stockholm Suède       | Suède - Angleterre | 0-4   | Match amical                               |
| 19 novembre 1947  | Londres Angleterre    | Angleterre - Suède | 4-2   | Match amical                               |
| 13 mai 1949       | Stockholm Suède       | Suède - Angleterre | 3-1   | Match amical                               |
| 16 mai 1956       | Stockholm Suède       | Suède - Angleterre | 0-0   | Match amical                               |
| 28 octobre 1959   | Londres Angleterre    | Angleterre - Suède | 2-3   | Match amical                               |
| 16 mai 1965       | Göteborg Suède        | Suède - Angleterre | 1-2   | Match amical                               |
| 22 mai 1968       | Londres Angleterre    | Angleterre - Suède | 3-1   | Match amical                               |
| 10 juin 1979      | Stockholm Suède       | Suède - Angleterre | 0-0   | Match amical                               |
| 10 septembre 1986 | Stockholm Suède       | Suède - Angleterre | 1-0   | Match amical                               |
| 19 octobre 1988   | Londres Angleterre    | Angleterre - Suède | 0-0   | Qualifications pour la Coupe du monde 1990 |
| 6 septembre 1989  | Stockholm Suède       | Suède - Angleterre | 0-0   | Qualifications pour la Coupe du monde 1990 |
| 17 juin 1992      | Stockholm Suède       | Suède - Angleterre | 2-1   | Euro 1992 (Groupe A)                       |
| 8 juin 1995       | Leeds Angleterre      | Angleterre - Suède | 3-3   | Coupe Umbro                                |
| 5 septembre 1998  | Solna Suède           | Suède - Angleterre | 2-1   | Qualifications pour l'Euro 2000            |
| 5 juin 1999       | Londres Angleterre    | Angleterre - Suède | 0-0   | Qualifications pour l'Euro 2000            |
| 10 novembre 2001  | Manchester Angleterre | Angleterre - Suède | 1-1   | Match amical                               |
| 2 juin 2002       | Saitama Japon         | Angleterre - Suède | 1-1   | Coupe du monde 2002 (Groupe F)             |
| 31 mars 2004      | Göteborg Suède        | Suède - Angleterre | 1-0   | Match amical                               |
| 20 juin 2006      | Cologne Allemagne     | Angleterre - Suède | 2-2   | Coupe du monde 2006 (Groupe B)             |
| 15 novembre 2011  | Wembley Angleterre    | Angleterre - Suède | 1-0   | Match amical                               |
| 15 juin 2012      | Kiev Ukraine          | Suède - Angleterre | 2-3   | Euro 2012 (Groupe D)                       |
| 14 novembre 2012  | Stockholm Suède       | Suède - Angleterre | 4-2   | Match amical                               |
| 7 juillet 2018    | Samara Russie         | Suède - Angleterre | 0-2   | Coupe du monde 2018 (Quarts de finale)     |

Bilan partiel
- Total de matchs disputés : 23
- Victoires de l'équipe d'Angleterre : 8
- Victoires de l'équipe de Suède : 6
- Matchs nuls : 9

### Suisse
Confrontations entre l'équipe d'Angleterre de football et l'équipe de Suisse de football : 
| Date              | Lieu                 | Match               | Score     | Compétition                                                                      |
| 20 mai 1933       | Berne Suisse         | Suisse - Angleterre | 0-4       | Match amical                                                                     |
| 21 mai 1938       | Zurich Suisse        | Suisse - Angleterre | 2-1       | Match amical                                                                     |
| 18 mai 1947       | Zurich Suisse        | Suisse - Angleterre | 1-0       | Match amical                                                                     |
| 2 décembre 1948   | Londres Angleterre   | Angleterre - Suisse | 6-0       | Match amical                                                                     |
| 28 mai 1952       | Zurich Suisse        | Suisse - Angleterre | 0-3       | Match amical                                                                     |
| 20 juin 1954      | Berne Suisse         | Angleterre - Suisse | 2-0       | Coupe du monde 1954 (Groupe D)                                                   |
| 9 mai 1962        | Londres Angleterre   | Angleterre - Suisse | 3-1       | Match amical                                                                     |
| 5 juin 1963       | Bâle Suisse          | Suisse - Angleterre | 1-8       | Match amical                                                                     |
| 13 octobre 1971   | Bâle Suisse          | Suisse - Angleterre | 2-3       | Éliminatoires du Championnat d'Europe de football 1972 (Groupe 3)                |
| 10 novembre 1971  | Londres Angleterre   | Angleterre - Suisse | 1-1       | Éliminatoires du Championnat d'Europe de football 1972 (Groupe 3)                |
| 3 septembre 1975  | Bâle Suisse          | Suisse - Angleterre | 1-2       | Match amical                                                                     |
| 7 septembre 1977  | Londres Angleterre   | Angleterre - Suisse | 0-0       | Match amical                                                                     |
| 19 novembre 1980  | Londres Angleterre   | Angleterre - Suisse | 2-1       | Tour préliminaire de la coupe du monde de football 1982 Zone : Europe (Groupe 4) |
| 30 mai 1981       | Bâle Suisse          | Suisse - Angleterre | 2-1       | Tour préliminaire de la coupe du monde de football 1982 Zone : Europe (Groupe 4) |
| 28 mai 1988       | Lausanne Suisse      | Suisse - Angleterre | 0-1       | Match amical                                                                     |
| 15 novembre 1995  | Londres Angleterre   | Angleterre - Suisse | 3-1       | Match amical                                                                     |
| 8 juin 1996       | Londres Angleterre   | Angleterre - Suisse | 1-1       | Euro 1996 (Groupe A)                                                             |
| 25 mars 1998      | Berne Suisse         | Suisse - Angleterre | 1-1       | Match amical                                                                     |
| 17 juin 2004      | Coimbra Portugal     | Angleterre - Suisse | 3-0       | Euro 2004 (Groupe B)                                                             |
| 6 février 2008    | Londres Angleterre   | Angleterre - Suisse | 2-1       | Match amical                                                                     |
| 7 septembre 2010  | Bâle Suisse          | Suisse - Angleterre | 1-3       | Éliminatoires du Championnat d'Europe de football 2012 (Groupe G)                |
| 4 juin 2011       | Londres Angleterre   | Angleterre - Suisse | 2-2       | Éliminatoires du Championnat d'Europe de football 2012 (Groupe G)                |
| 8 septembre 2014  | Bâle Suisse          | Suisse - Angleterre | 0-2       | Éliminatoires du Championnat d'Europe de football 2016 (Groupe E)                |
| 8 septembre 2015  | Londres Angleterre   | Angleterre - Suisse | 2-0       | Éliminatoires du Championnat d'Europe de football 2016 (Groupe E)                |
| 11 septembre 2018 | Leicester Angleterre | Angleterre - Suisse | 1-0       | Match amical                                                                     |
| 9 juin 2019       | Guimarães Portugal   | Suisse - Angleterre | 0-0 (tab) | Ligue des Nations 2018-2019                                                      |
| 6 Juillet 2024    | Düsseldorf           | Angleterre - Suisse | 1-1(5-4)  | Euro 2024 (1/4)                                                                  |

Bilan partiel
- Total de matchs disputés : 27
- Victoires de l'équipe d'Angleterre : 17
- Victoires de l'équipe de Suisse : 3
- Matchs nuls : 7

## T

### Tchécoslovaquie
Cette section présente les confrontations entre l'Angleterre et la Tchécoslovaquie. Le 31 décembre 1992, la Tchécoslovaquie cesse d'exister, donnant naissance à la République tchèque et à la Slovaquie.
| Date              | Lieu                       | Match                        | Score | Compétition                                   |
| 16 mai 1934       | Prague Tchécoslovaquie     | Tchécoslovaquie - Angleterre | 2-1   | Match amical                                  |
| 1er décembre 1934 | Londres Angleterre         | Angleterre - Tchécoslovaquie | 5-4   | Match amical                                  |
| 29 mai 1963       | Bratislava Tchécoslovaquie | Tchécoslovaquie - Angleterre | 2-4   | Match amical                                  |
| 2 novembre 1966   | Londres Angleterre         | Angleterre - Tchécoslovaquie | 0-0   | Match amical                                  |
| 11 juin 1970      | Guadalajara Mexique        | Angleterre - Tchécoslovaquie | 1-0   | Coupe du monde 1970 (Groupe C)                |
| 27 mai 1973       | Prague Tchécoslovaquie     | Tchécoslovaquie - Angleterre | 1-1   | Match amical                                  |
| 30 octobre 1974   | Londres Angleterre         | Angleterre - Tchécoslovaquie | 3-0   | Qualifications pour l'Euro 1976               |
| 30 octobre 1975   | Bratislava Tchécoslovaquie | Tchécoslovaquie - Angleterre | 2-1   | Qualifications pour l'Euro 1976               |
| 29 novembre 1978  | Londres Angleterre         | Angleterre - Tchécoslovaquie | 1-0   | Match amical                                  |
| 20 juin 1982      | Bilbao Espagne             | Angleterre - Tchécoslovaquie | 2-0   | Coupe du monde 1982 (Premier tour - Groupe 4) |
| 25 avril 1990     | Londres Angleterre         | Angleterre - Tchécoslovaquie | 4-2   | Match amical                                  |
| 25 mars 1992      | Prague Tchécoslovaquie     | Tchécoslovaquie - Angleterre | 2-2   | Match amical                                  |

Bilan
- Total de matchs disputés : 12
- Victoires de l'équipe d'Angleterre : 7
- Victoires de l'équipe de Tchécoslovaquie : 2
- Matchs nuls : 3

### Trinité-et-Tobago
Confrontations entre l'Angleterre et Trinité-et-Tobago :
| Date          | Lieu                             | Match                          | Score | Compétition                    |
| 15 juin 2006  | Nuremberg Allemagne              | Angleterre - Trinité-et-Tobago | 2-0   | Coupe du monde 2006 (Groupe B) |
| 1er juin 2008 | Port-d'Espagne Trinité-et-Tobago | Trinité-et-Tobago - Angleterre | 0-3   | Match amical                   |

Bilan partiel
- Total de matchs disputés : 2
- Victoires de l'équipe d'Angleterre : 2
- Victoires de l'équipe de Trinité-et-Tobago : 0
- Match nul : 0

### Tunisie
Voici la liste des confrontations en matchs officiels entre l'équipe d'Angleterre de football et l'équipe de Tunisie de football :
| Date         | Lieu             | Match                | Score | Compétition                    |
| 2 juin 1990  | Tunis Tunisie    | Angleterre - Tunisie | 1-1   | Match amical                   |
| 15 juin 1998 | Marseille France | Angleterre - Tunisie | 2-0   | Coupe du monde 1998 (Groupe G) |
| 18 juin 2018 | Volgograd Russie | Tunisie - Angleterre | 1-2   | Coupe du monde 2018 (Groupe G) |

Bilan partiel
- Total de matchs disputés : 3
- Victoires de l'équipe d'Angleterre : 2
- Victoires de l'équipe de Tunisie : 0
- Match nul : 1

### Turquie
Voici la liste des confrontations en matchs officiels entre l'équipe d'Angleterre de football et l'équipe de Turquie de football :
| Date             | Lieu                  | Match                | Score | Compétition                                |
| 14 novembre 1984 | Istanbul Turquie      | Turquie - Angleterre | 0-8   | Qualifications pour la Coupe du monde 1986 |
| 16 octobre 1985  | Londres Angleterre    | Angleterre - Turquie | 5-0   | Qualifications pour la Coupe du monde 1986 |
| 29 avril 1987    | Izmir Turquie         | Turquie - Angleterre | 0-0   | Qualifications pour l'Euro 1988            |
| 14 octobre 1987  | Londres Angleterre    | Angleterre - Turquie | 8-0   | Qualifications pour l'Euro 1988            |
| 1er mai 1991     | Izmir Turquie         | Turquie - Angleterre | 0-1   | Qualifications pour l'Euro 1992            |
| 16 octobre 1991  | Londres Angleterre    | Angleterre - Turquie | 1-0   | Qualifications pour l'Euro 1992            |
| 18 novembre 1992 | Londres Angleterre    | Angleterre - Turquie | 4-0   | Qualifications pour la Coupe du monde 1994 |
| 31 mars 1993     | Izmir Turquie         | Turquie - Angleterre | 0-2   | Qualifications pour la Coupe du monde 1994 |
| 2 avril 2003     | Sunderland Angleterre | Angleterre - Turquie | 2-0   | Qualifications pour l'Euro 2004            |
| 11 octobre 2003  | Istanbul Turquie      | Turquie - Angleterre | 0-0   | Qualifications pour l'Euro 2004            |
| 22 mai 2016      | Manchester Angleterre | Angleterre - Turquie | 2-1   | Match amical                               |

Bilan partiel
- Total de matchs disputés : 10
- Victoires de l'équipe d'Angleterre : 8
- Victoires de l'équipe de Turquie : 0
- Matchs nuls : 2

## U

### Ukraine
Confrontations entre l'équipe d'Angleterre de football et l'équipe d'Ukraine de football en matchs officiels :
| Date              | Lieu                   | Match                | Score | Compétition                                |
| 31 mai 2000       | Londres Angleterre     | Angleterre - Ukraine | 2-0   | Match amical                               |
| 18 août 2004      | Newcastle Angleterre   | Angleterre - Ukraine | 3-0   | Match amical                               |
| 1er avril 2009    | Londres Angleterre     | Angleterre - Ukraine | 2-1   | Qualifications pour la Coupe du monde 2010 |
| 10 octobre 2009   | Dnipropetrovsk Ukraine | Ukraine - Angleterre | 1-0   | Qualifications pour la Coupe du monde 2010 |
| 19 juin 2012      | Donetsk Ukraine        | Angleterre - Ukraine | 1-0   | Euro 2012 (Groupe D)                       |
| 11 septembre 2012 | Londres Angleterre     | Angleterre - Ukraine | 1-1   | Qualifications pour la Coupe du monde 2014 |
| 10 septembre 2013 | Kiev Ukraine           | Ukraine - Angleterre | 0-0   | Qualifications pour la Coupe du monde 2014 |
| 3 juillet 2021    | Rome Italie            | Ukraine - Angleterre | 0-4   | Euro 2020 (Quarts de finale)               |

Bilan partiel
- Total de matchs disputés : 8
- Victoires de l'équipe d'Angleterre : 5
- Victoires de l'équipe d'Ukraine : 1
- Match nul : 2

### URSS
Confrontations entre l'équipe d'Angleterre de football et l'Équipe d'Union soviétique de football en matchs officiels :
| Date            | Lieu                           | Match             | Score | Compétition                         |
| 18 mai 1958     | Moscou Union soviétique        | URSS - Angleterre | 1-1   | Match amical                        |
| 8 juin 1958     | Göteborg Suède                 | URSS - Angleterre | 2-2   | Coupe du monde 1958 (Groupe D)      |
| 17 juin 1958    | Göteborg Suède                 | URSS - Angleterre | 1-0   | Coupe du monde 1958 (Match d'appui) |
| 22 octobre 1958 | Londres Angleterre             | Angleterre - URSS | 5-0   | Match amical                        |
| 6 décembre 1967 | Londres Angleterre             | Angleterre - URSS | 2-2   | Match amical                        |
| 8 juin 1968     | Rome Italie                    | Angleterre - URSS | 2-0   | Euro 1968 (Match pour la 3e place)  |
| 10 juin 1973    | Moscou Union soviétique        | URSS - Angleterre | 1-2   | Match amical                        |
| 2 juin 1984     | Londres Angleterre             | Angleterre - URSS | 0-2   | Match amical                        |
| 26 mars 1986    | Tbilissi Union soviétique      | URSS - Angleterre | 0-1   | Match amical                        |
| 18 juin 1988    | Francfort Allemagne de l'Ouest | URSS - Angleterre | 3-1   | Euro 1988 (Groupe B)                |
| 21 mai 1991     | Londres Angleterre             | Angleterre - URSS | 3-1   | Match amical                        |

Bilan
- Total de matchs disputés : 11
- Victoires de l'équipe d'Angleterre : 5
- Victoires de l'équipe d'URSS : 3
- Matchs nuls : 3

### Uruguay
Confrontations entre l'équipe d'Angleterre de football et l'équipe d'Uruguay de football en matchs officiels :
| Date            | Lieu                 | Match                | Score | Compétition                           |
| 31 mai 1953     | Montevideo Uruguay   | Uruguay - Angleterre | 2-1   | Match amical                          |
| 26 juin 1954    | Bâle Suisse          | Uruguay - Angleterre | 4-2   | Coupe du monde 1954 (Quart de finale) |
| 6 mai 1964      | Londres Angleterre   | Angleterre - Uruguay | 2-1   | Match amical                          |
| 11 juillet 1966 | Londres Angleterre   | Angleterre - Uruguay | 0-0   | Coupe du monde 1966 (Groupe A)        |
| 8 juin 1969     | Montevideo Uruguay   | Uruguay - Angleterre | 1-2   | Match amical                          |
| 15 juin 1977    | Montevideo Uruguay   | Uruguay - Angleterre | 0-0   | Match amical                          |
| 13 juin 1984    | Montevideo Uruguay   | Uruguay - Angleterre | 2-0   | Match amical                          |
| 22 mai 1990     | Londres Angleterre   | Angleterre - Uruguay | 1-2   | Match amical                          |
| 29 mars 1995    | Londres Angleterre   | Angleterre - Uruguay | 0-0   | Match amical                          |
| 1er mars 2006   | Liverpool Angleterre | Angleterre - Uruguay | 2-1   | Match amical                          |
| 19 juin 2014    | São Paulo Brésil     | Uruguay - Angleterre | 2-1   | Coupe du monde 2014 (Groupe D)        |

Bilan partiel
- Total de matchs disputés : 11
- Victoires de l'équipe d'Angleterre : 3
- Victoires de l'équipe d'Uruguay : 5
- Matchs nuls : 3

En coupe du monde de football, l'Angleterre n'est pas en réussite face à la Céleste.

## Y

### Yougoslavie
Confrontations entre l'équipe d'Angleterre de football et l'équipe de Yougoslavie de football en matchs officiels. Le 4 février 2003, la République fédérale de Yougoslavie a pris le nom de Serbie-et-Monténégro, et l'équipe a changé de nom en conséquence.
| Date             | Lieu                 | Match                    | Score | Compétition                     |
| 18 mai 1939      | Belgrade Yougoslavie | Yougoslavie - Angleterre | 2-1   | Match amical                    |
| 22 novembre 1950 | Londres Angleterre   | Angleterre - Yougoslavie | 2-2   | Match amical                    |
| 16 mai 1954      | Belgrade Yougoslavie | Yougoslavie - Angleterre | 1-0   | Match amical                    |
| 28 novembre 1956 | Londres Angleterre   | Angleterre - Yougoslavie | 3-0   | Match amical                    |
| 11 mai 1958      | Belgrade Yougoslavie | Yougoslavie - Angleterre | 5-0   | Match amical                    |
| 11 mai 1960      | Londres Angleterre   | Angleterre - Yougoslavie | 3-3   | Match amical                    |
| 9 mai 1965       | Belgrade Yougoslavie | Yougoslavie - Angleterre | 1-1   | Match amical                    |
| 4 mai 1966       | Londres Angleterre   | Angleterre - Yougoslavie | 2-0   | Match amical                    |
| 5 juin 1968      | Florence Italie      | Yougoslavie - Angleterre | 1-0   | Euro 1968 (Demi-finale)         |
| 11 octobre 1972  | Londres Angleterre   | Angleterre - Yougoslavie | 1-1   | Match amical                    |
| 5 juin 1974      | Belgrade Yougoslavie | Yougoslavie - Angleterre | 2-2   | Match amical                    |
| 12 novembre 1986 | Londres Angleterre   | Angleterre - Yougoslavie | 2-0   | Qualifications pour l'Euro 1988 |
| 11 novembre 1987 | Belgrade Yougoslavie | Yougoslavie - Angleterre | 1-4   | Qualifications pour l'Euro 1988 |
| 13 décembre 1989 | Londres Angleterre   | Angleterre - Yougoslavie | 2-1   | Match amical                    |

Bilan
- Total de matchs disputés : 14
- Victoires de l'équipe d'Angleterre : 5
- Victoires de l'équipe de Yougoslavie : 4
- Matchs nuls : 5